# Jestřebí hory
Jestřebí hory jsou geomorfologickým okrskem Broumovské vrchoviny s nejvyšším bodem Žaltmanem (741 m n. m.; dva vrcholy 200 m od sebe). Žaltman byl dříve nazýván Hexenstein (Kámen čarodějnic). Západní části se také lidově říká Brendy. Hory protíná Metuje a potoky Petříkovický a Brlenka. Jsou tvořeny především slepenci, pískovci a jílovci karbonského stáří. Na hřebenech jsou mrazové sruby. Jestřebí hory tvoří hřeben, který je ve skutečnosti kuestou, ohraničující z jihozápadu Broumovskou vrchovinu. Probíhá jimi hronovsko-poříčská porucha.

## Popis
Jestřebí hory podélně zachovávají směr SZ-JV a dosahují maximální výšky 741 m vrchem Žaltman v místě, kde komplex arkóz jíveckých vrstev dosahuje největší mocnosti. Tak jak směrem k JV pozvolna klesá podíl arkóz na stavbě jíveckých vrstev, klesá i výška hřebene a vrcholů (Kolčarka 693 m, Švédský vrch 660 m, Maternice 546 m a Na Souši 562 m).
Jestřebí hory se dělí na tři geomorfologické jednotky:
- Žaltmanský hřbet (nejvyšší vrchol Žaltman, 741 m n. m.)
- Maternický hřbet (nejvyšší vrchol Na Souši 562 m n. m.)
- Bukovinský hřbet (nejvyšší vrchol Bukovina 605 m n. m.)

Na západ od údolí Petříkoveckého potoka se k Jestřebím horám počítá i krátký hřeben vrcholící Janským vrchem (697 m n. m.) s krásnou Krausovou vyhlídkou, který patří do podkrsku Žaltmanský hřbet.
Nejvyšší je Žaltmanský hřbet (Žaltman 741 m n. m.). Táhne se od masivu Jánského vrchu přes údolí Petříkoveckého potoka až po údolí potoka Materník (levý přítok v horní části Zbečnického potoka), odsud pokračují Jestřebí hory Maternickou částí, jež dosahuje nejvyšších bodů vrcholy Na Souši 562 m n. m. a Maternice 546 m n. m., přes údolí řeky Metuje v Hronově až po údolí potoka Brlenka. Nad údolím Metuje je po pravém břehu Jírova hora 485 m n. m. a na levém břehu hřeben, jenž vrcholí kótou U buku 532 m n. m. v lese asi 0,5 km na JV od kóty Vrše 518 m na červené turistické značce, z níž je nádherný rozhled. Na východ od údolí Brlenky je krátká Bukovinská část s vrcholem Borek 552 m n. m. a za Závrchy kótou Bukovina 605 m n. m. nad údolím Strouženského potoka. Na východ od kóty Bukovina se napojují Jestřebí hory kolmo na Bor ve Stolových horách.
Ve střední části Jestřebích hor, přibližně od Slavětína na SZ po Chlívce na JV, podmiňuje střídání pevných (arkózy, slepence) a relativně měkkých hornin (aleuropelity) vytváření podélných hřbítků a mělkých depresí. Hřbítky představují stupně (kuesty), jejichž svrchní poloha je vzhledem k strmému uložení vrstev rovněž příkrá. Tento charakter mají jak hřebenové partie (např. v oblasti Žaltmanu, okolí Odolova aj.), tak i nižší části východního svahu (mezi obcemi Jívka a Bystré). Zde hluboký a příkrý údolní zářez říčky Jívka prořezává soustavu těchto asymetrických hřbítků, zčásti podmíněných i příčnými dislokacemi. Řada těchto hřbítků má na čelním svahu vytvořeny i přes 10 metrů vysoké skalní stěny, skalní defilé a mrazové sruby pestře modelované selektivním zvětráváním, s úpatními blokovými akumulacemi (např. meandr Jívky, navržený na PR) nebo je na nich vypreparována i celá soustava skalních útvarů typu tor (Kryštofovy kameny aj.). Geologickou i geomorfologickou zajímavost těchto skalních výchozů ještě zvyšuje (bohužel ve značně devastovaném stavu) výskyt araukaritů uložených přímo ve skalním masivu.
Hřebeny hor jsou zalesněny smrky ztepilými, buky lesními, nezřídka se v sutích na eskarpmentu vyskytují javory horské, na vlhčích stanovištích jsou jaseniny. Vyskytuje se zde modřín opadavý, dub červený, douglasky tisolisté
Hřebeny Jestřebích hor a severní svahy patří od roku 1991 do CHKO Broumovsko. Před rokem 1950 zde byla Přírodní rezervace Radvanické araukarity. Jestřebími horami procházela svého času také hranice Svídnického knížectví, ale také hranice Protektorátu Čechy a Morava.
Úbočí a úpatí Jestřebích hor pokrývá řada montánních tvarů, neboť se zde těžilo černé uhlí a radioaktivní rudy. Po úbočích vede několik značených cest po hornických dílech. Hřebenem Jestřebích hor se táhne linie opevnění zbudovaného před druhou světovou válkou (měly se zde rovněž nacházet nerealizované dělostřelecké tvrze Jírová hora a Poustka), proto je zde velký počet bunkrů. Některé objekty opevnění v Odolově jsou částečně zrekonstruovány a slouží jako muzea – T-S 26 či T-S 27.

## Soupis vrcholů
| Vrchol                      | Nadmořská výška | Podokrsek                                   |
| Žaltman                     | 741             | Žaltmanský hřbet                            |
| Na Markoušovickém hřebeni   | 708             | Žaltmanský hřbet                            |
| Markoušovický kopec         | 702             | Žaltmanský hřbet                            |
| Jánský vrch / Jański Wierch | 697             | Žaltmanský hřbet                            |
| Kolčarka                    | 693             | Žaltmanský hřbet                            |
| Švédský vrch                | 660             | Žaltmanský hřbet                            |
| Slavětínský kopec           | 658             | Žaltmanský hřbet                            |
| Na Perném                   | 639             | Žaltmanský hřbet                            |
| Strážnice                   | 633             | Žaltmanský hřbet                            |
| Kraví hora                  | 628             | Žaltmanský hřbet                            |
| Zaječí kopec                | 624             | Žaltmanský hřbet                            |
| Hůra                        | 622             | Žaltmanský hřbet                            |
| Bukovina (PL)               | 605             | Bukovinský hřbet                            |
| Kryštofova skála            | 586             | Žaltmanský hřbet                            |
| Na Souši                    | 562             | Maternický hřbet - západně od údolí Metuje  |
| Borek                       | 553             | Bukovinský hřbet                            |
| Maternice                   | 546             | Maternický hřbet - západně od údolí Metuje  |
| U buku                      | 532             | Maternický hřbet - východně od údolí Metuje |
| Vrše                        | 519             | Maternický hřbet - východně od údolí Metuje |
| Jírova hora                 | 485             | Maternický hřbet - západně od údolí Metuje  |
| Březiny                     | 483             | Maternický hřbet - východně od údolí Metuje |
| Na Homolce                  | 447             | Maternický hřbet - východně od údolí Metuje |

Pozn.: Jsou uváděny pouze vrcholy, u nichž byl zjištěn název a současně výška; řada kót však žádný název nemá resp. není uváděn v současných mapových podkladech nebo některé názvy nejsou okótované

## Jestřebí hory na historických mapách
Na historických mapách do 19. století se název Jestřebí hory neobjevuje, děje se tak až ve století dvacátém. Na první podrobné mapě území, vzešlé z tzv. I. vojenského (josefínského mapování) z poloviny 18. století jsou Jestřebí hory zakresleny poměrně přesně a na tehdejší dobu detailně. Z jejich vrcholů jsou pojmenovány pouze Jírova hora jako Mühlberg (Mlýnská hora), území Maternice jako Hollen Busch (zřejmě Höllenbusch, tj. Pekelná houština resp. Pekelný hvozd) a Janský vrch (Johannberg). Teprve ve II. vojenském mapování se objevují další názvy jako Hexenstein (Žaltman), Brenden (Brendy, tj. Paseka v Jestřebích horách), Borek v Bukovinském hřbetu, Borki (správně Borky, dnešní vrchol U buku), Suchý kopec (dnešní Fara), Maternice a za ní směrem na severozápad Habřina (na některých mapách vyznačena) a Hellerwald dále nad Horní Kostelec (dnes na mapách nepojmenováno), poté Sandhübel (dnešní Studený nad Chlívci), Na Perny (dnešní Na Perném, 639 m n. m.), samozřejmě Schwedenberg (Švédský vrch), Kolčarka, Hinterwald (dnes značeno jako Zadní les, severovýchodní svahy hor mezi Kolčarkou a Kraví horou) a také Leierberg (zřejmě dnešní Markoušovický kopec 702 m n. m.) Na mapě Čech z poloviny 19. století se místo dnešní Maternice objevuje název Warta B. (tj. Wartaberg neboli Strážná hora, dnes na některých mapách je část Maternice označena jako Varta). Švédský vrch nebo spíše dnešní vrch Strážnice (633 m n. m.) je značen jako Poledny Berg (na některých mapách dnes můžeme najít název Polední bunkr jako součást předválečného opevnění na severovýchod od Strážnice). Je zřejmé, že ne všechny názvy byly zaznamenávány resp. ne ve všech případech byly zaznamenávány na týchž místech. Velmi podrobně jsou například na dnešních mapách značeny jižní výběžky Maternického hřbetu na levém břehu řeky Metuje u Hronova: od západu postupně Kleprlíkova hora, Homolka, Havrlinka a Borky, dále mezi Zličkem a Sedmákovicemi holý vrch Březiny (483 m n. m.)

## Vodní toky
Jestřebí hory patří do povodí Labe, do něhož je voda z hor odváděna z menší části Úpou, která však do oblasti hor přímo nezasahuje (přítoky Ličná, Petříkovický potok, Rtyňka) a z větší části řekou Metuje (důležité přítoky Dřevíč z Jívky, Zbečnický potok a Brlenka ). S hor stéká velké množství dalších větších a menších, většinou bezejmenných potůčků, které jsou přítoky zde zmiňovaných větších toků. Například jen Materník (Zbečník) má pět přítoků evidovaných v Centrální evidenci vodních toků (IDVT) a daleko větší počet jich má ještě například Jívka. Hory jsou rozděleny příčně vodními toky následovně:
- údolí Petříkoveckého potoka rozděluje Žaltmanský hřbet, resp. od něj odděluje masiv Janského vrchu na severozápadě;
- údolí potoka Materník (Zbečník) odděluje Žaltmanský hřbet od Maternického hřbetu;
- údolí Metuje rozděluje v Hronově Maternický hřbet na dvě části;
- údolí Brlenky odděluje Maternický hřbet od Bukovinského hřbetu.

Dále údolí Strouženského potoka odděluje Bukovinský hřbet od Levínské vrchoviny, zčásti na polském, zčásti na českém území.

## Rozhledny
Na vrcholu Žaltmanu byla postavena rozhledna Žaltman s výhledem na Krkonoše, Orlické hory, Stolové hory, Soví hory, Kunětickou horu a Broumovskou vrchovinu.
V roce 2014 byla necelé 4 km severozápadně od rozhledny Žaltman zpřístupněna Slavětínská rozhledna.

## Turistické trasy
Jestřebími horami vede značné množství značených i neznačených cest: nejlepšími východisky jsou Hronov a Malé Svatoňovice. Jestřebí hory se dají přejít celé kombinací červené a zelené značky, které v podstatě vytváří hřebenovku s tím, že v úseku pod Švédským vrchem si lze do Odolova vybrat jednu z nich (jdou jinudy ale v podstatě paralelně).
- – červená:
  - z Hronova východním směrem z údolí Metuje přes Vrše (519 m n. m. - pěkný rozhled) do údolí Brlenky (Sedmákovice) a dále částí Bukovinského hřbetu přes Závrchy do Machova
  - z Hronova západním směrem z údolí Metuje přes Jírovu horu a dále po Maternickém a Žaltmanském hřbetu až do Odolova; na rozcestí U Jírovy hory možnost přestoupit na modrou značku , která vede údolím Rokytníka na Turov; dále na rozcestí U Maternice možnost přestoupit na zelenou  na Turov; v Odolově možno pokračovat po zelené  dále na západ
- – zelená z rozcestí U Maternice na Turov (Radvanická vrchovina), odtud přes Chlívce kolem Švédského vrchu do Odolova a dále hřebenovkou až do údolí Petříkoveckého potoka a dále na Janský vrch

Na hřeben Jestřebích hor je možné se dostat z mnoha míst: kromě Hronova nebo i Machova (přímo po červené), resp. Zbečníka po modré  (případně na tuto modrou po zelené  z Hronova směr Červený Kostelec), také ze Žďárek (Velkého Poříčí) po žluté  do Závrch, z Horního Kostelce po zelené  nebo po žluté  na Krkavčinu, ze Rtyně v Podkrkonoší po žluté  do Odolova, z Červeného Kostelce po modré  přes Bohdašín ke Švédskému vrchu, z Malých Svatoňovic po žluté , červené  nebo modré  na Kolčarku, resp. k Žaltmanu, nebo z Malých Svatoňovic přes Čížkovy kameny po  k Markoušovické rozhledně, z Radvanic po modré  k Žaltmanu... nebo jakoukoli jinou cestu vzhůru.

## Cyklotrasy
Celou hřebenovku lze celkem slušně přejet na kole: lze využít jak oficiálních cyklotras, hlavně červenou 4091 z Lhoty u Trutnova do Horního Kostelce, (na ni se lze napojit ze Lhoty též trasou 4029 pod Čížkovými kameny, resp. zelenou 4209 z Malých Svatoňovic); z Horního Kostelce můžeme sledovat turistickou červenou do Maternice a přes Jírovu horu do Hronova (velmi dobře sjízdné) nebo v Maternici uhnout na turistickou modrou kolem Skalákovy Studánky do Zbečníka. Části těchto cest jsou asfaltované, nejhorší povrch (typicky lesní) je z Paseky v Jestřebích horách k Bílému kůlu u Žaltmanu.
Pokud jde o cyklistické využití turistických cest v západní části - zelená  do Petřikovic nebo odtamtud dál po zelené či žluté  přes Janský vrch nebo obráceně, je to sportovnější záležitost, ale je možná. Pokud by byl naším východiskem Hronov a jeli bychom opačným směrem na západ, pak nastoupání přímo po červené  je náročné, rozumnější je využít modrou  ze Zbečníka přes Maternici (velmi dobrá cesta).
Pokud jde o část Jestřebích hor východně od Hronova, vystoupání po turistické červené  přímo je velmi náročné, rozumnější je vynechat východní část Maternického hřebenu (cestou zpět ale je možné jet po červené), jet do Žďárek nebo do Vysoké Srbské a odtamtud po červené nebo žluté do Závrch; tam buď po červené  do Machova anebo asi po 500 metrech v lese v rozcestí U vrtule uhnout doprava a vyjet na Machovské končiny, odtamtud po modré  dolů do polského Stroužného nebo nahoru na polskou Bukovinu. Na tuto modrou se můžeme také napojit v Závrchách. Pokud už netoužíme po větších stoupáních, dojedeme do Stroužného údolím Strouženského potoka po cyklotrase 4281 ze Žďárek resp. z Hronova.

## Sport
Jestřebí hory, respektive Malé Svatoňovice, se staly v roce 1997 dějištěm Mistrovství světa v běhu do vrchu a v červenci 2006 se zde uskutečnilo Mistrovství Evropy v běhu do vrchu.

## Fotogalerie
Žaltmanský hřbet

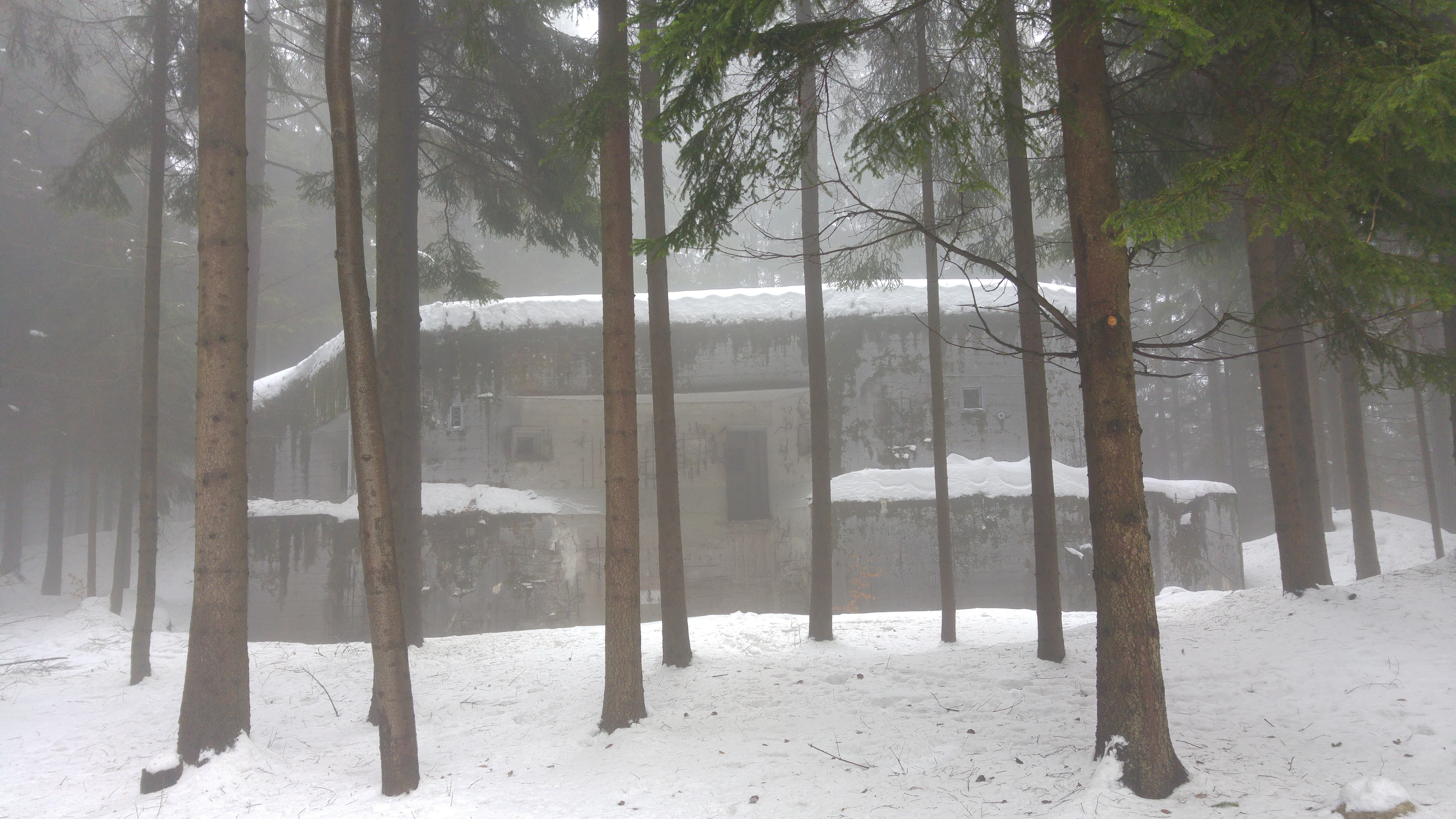
Bunkr na Švédském vrchu
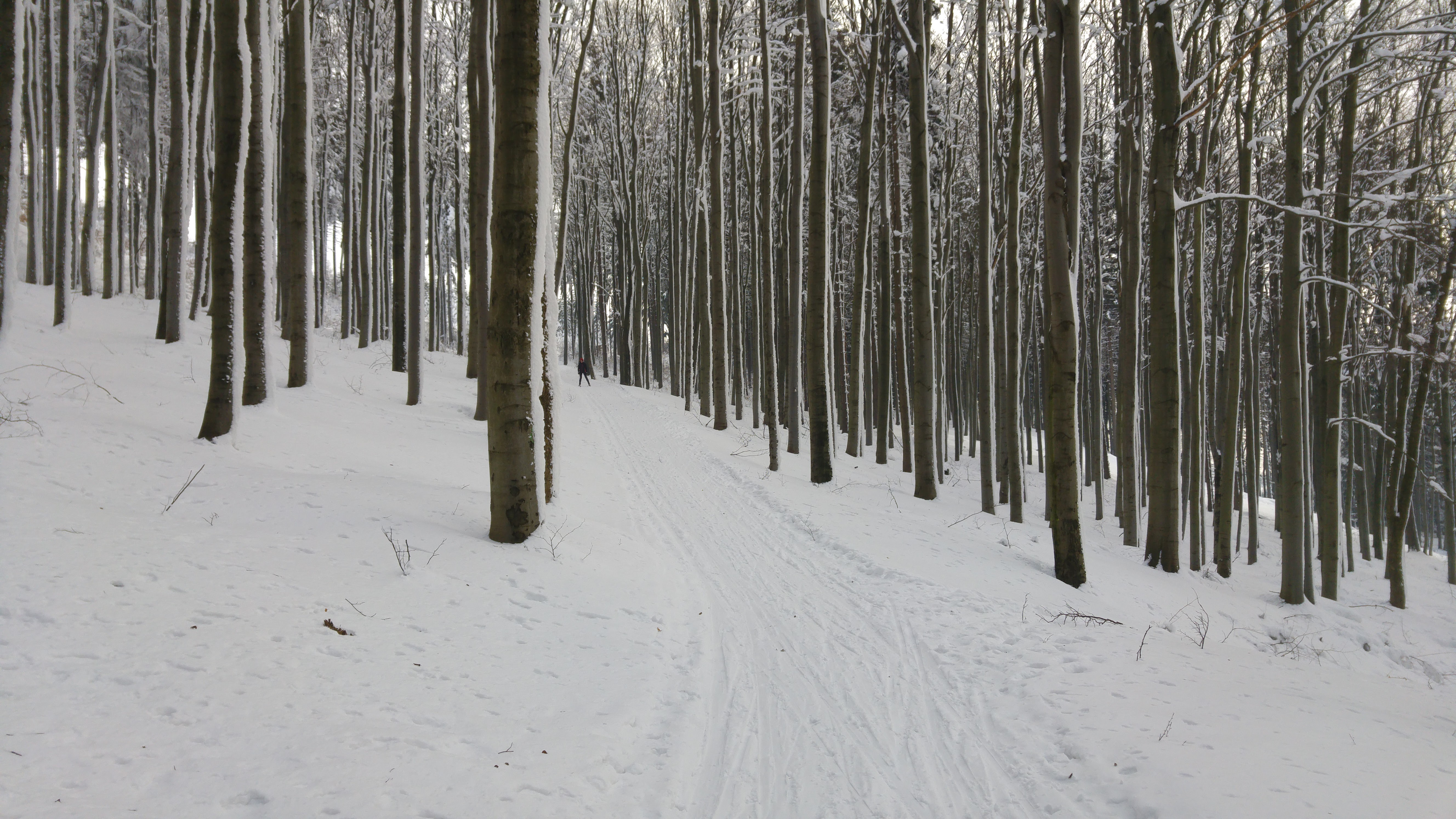
Bučina na jižním svahu pod Žaltmanem
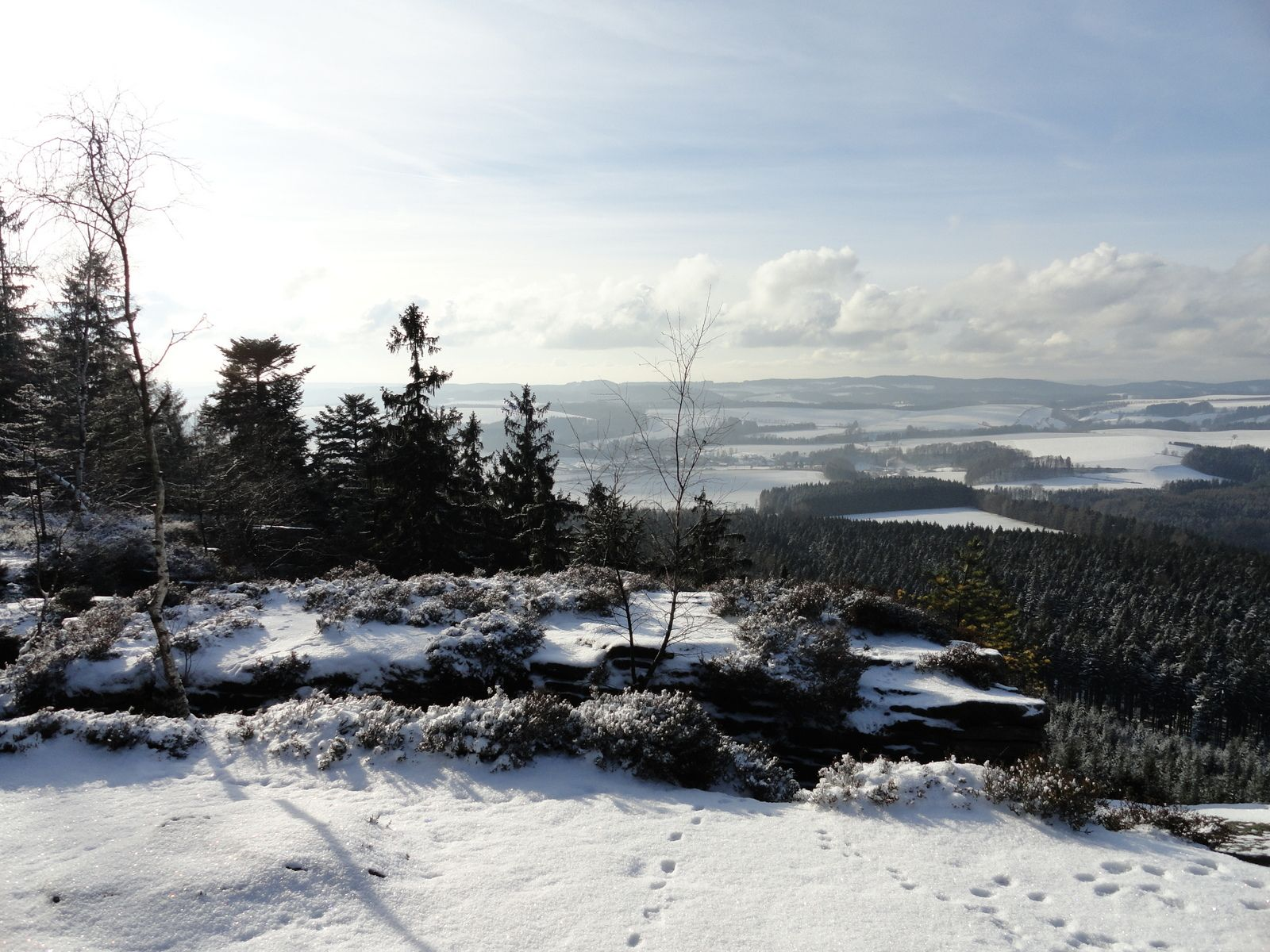
Západní část Jestřebích hor: pohled z Ostaše
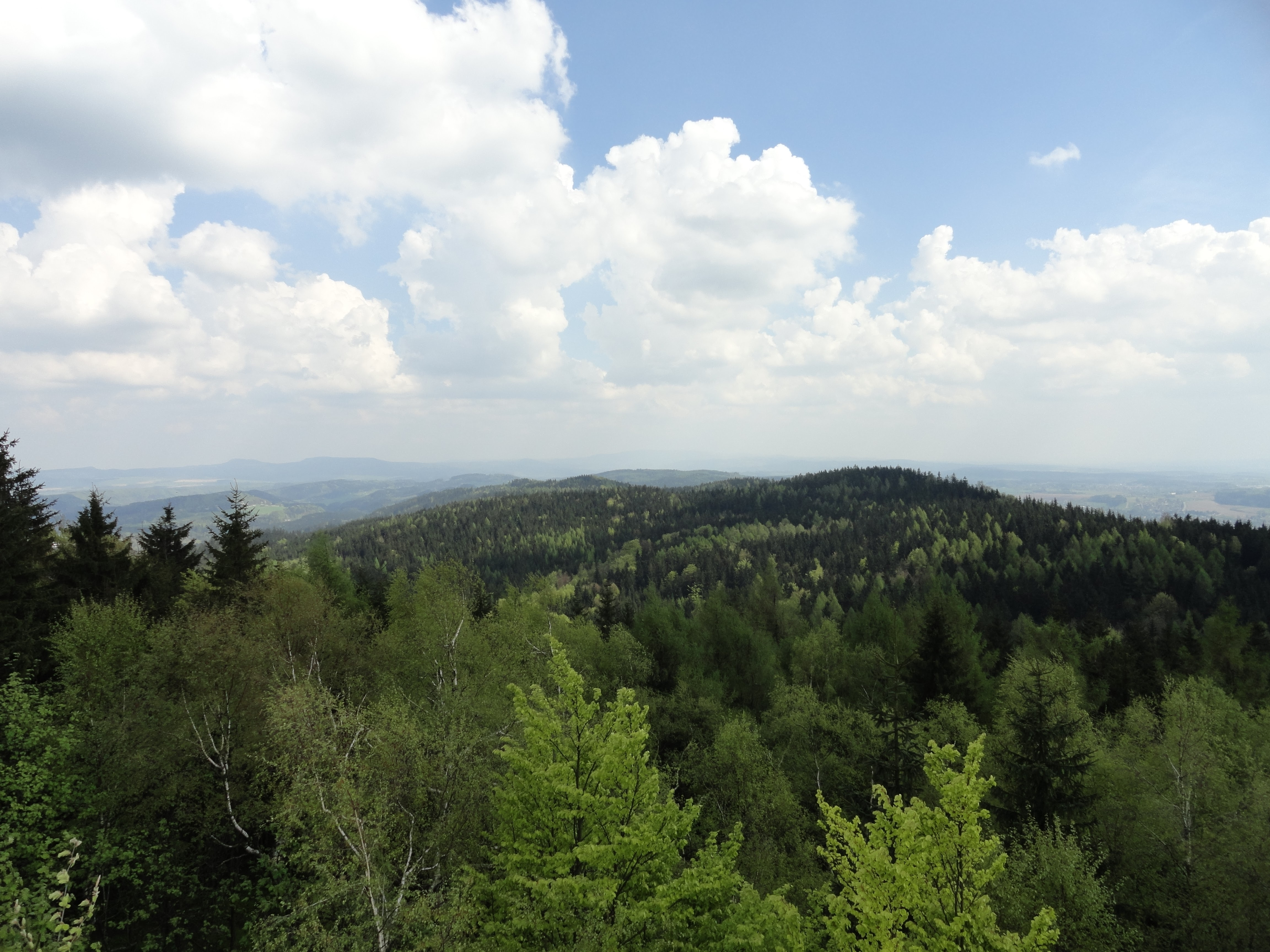
Pohled na východ ze Žaltmanu
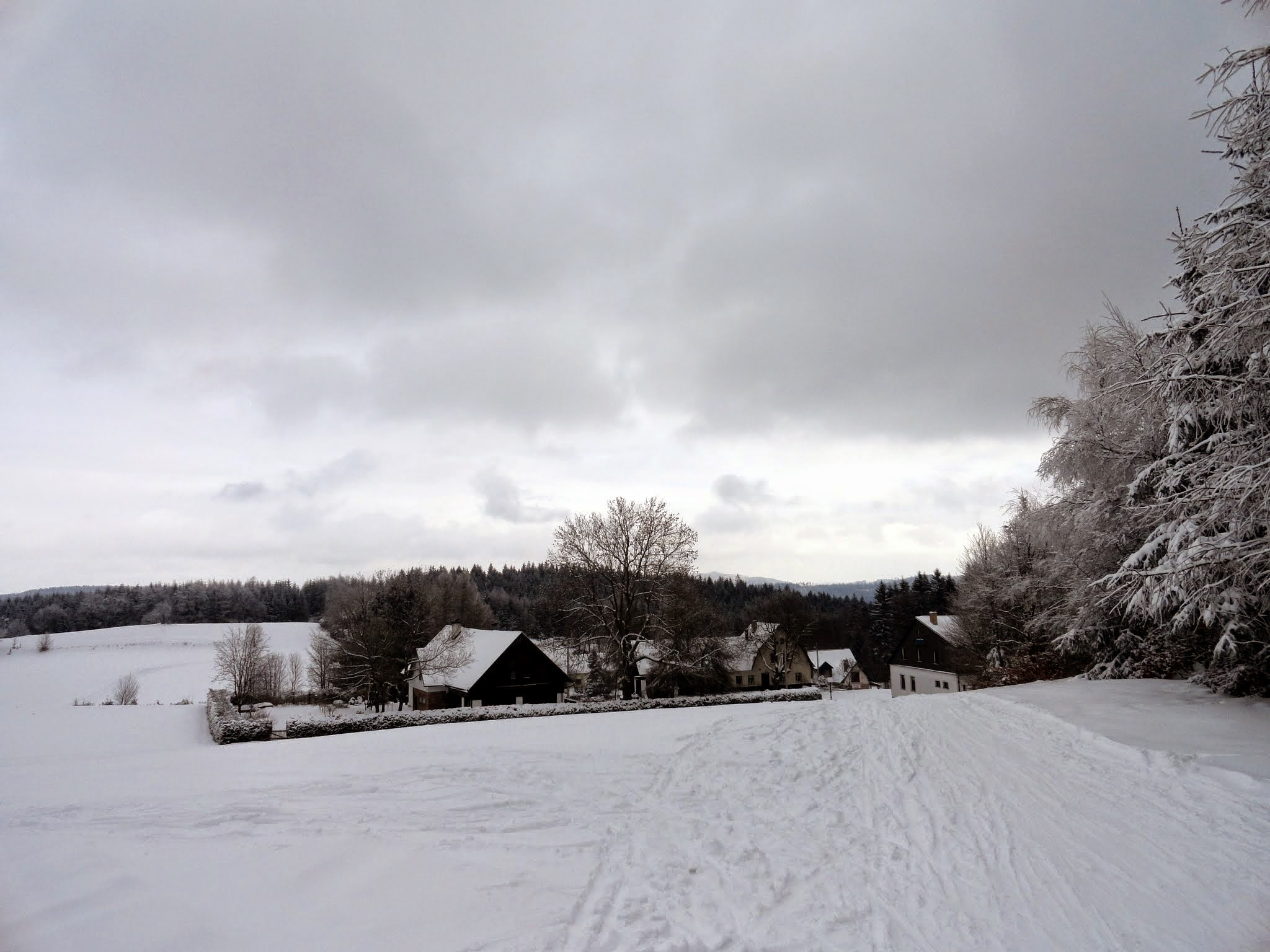
Paseka v Jestřebích horách
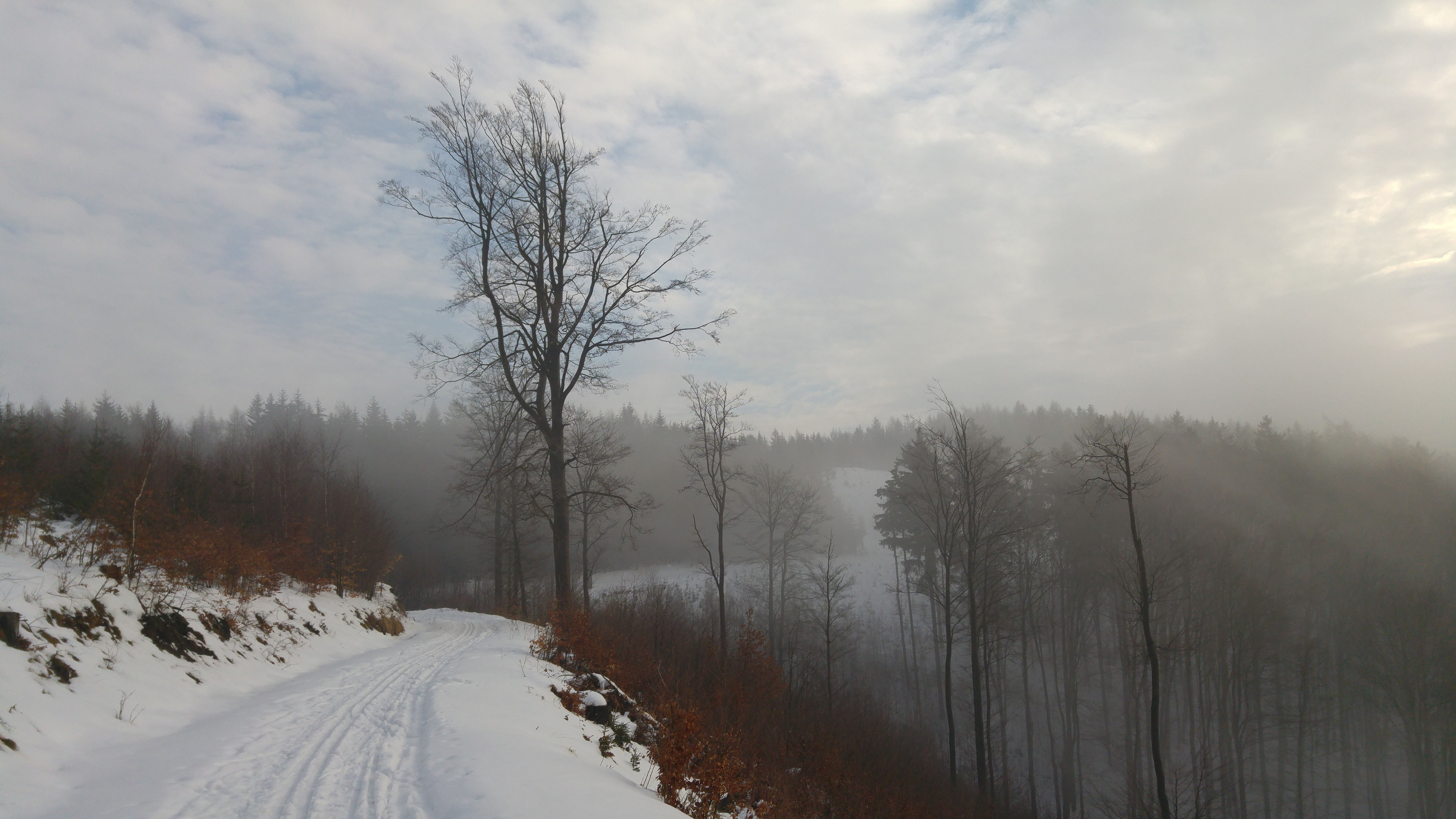
Panská cesta na jižním úbočí Švédského vrchu
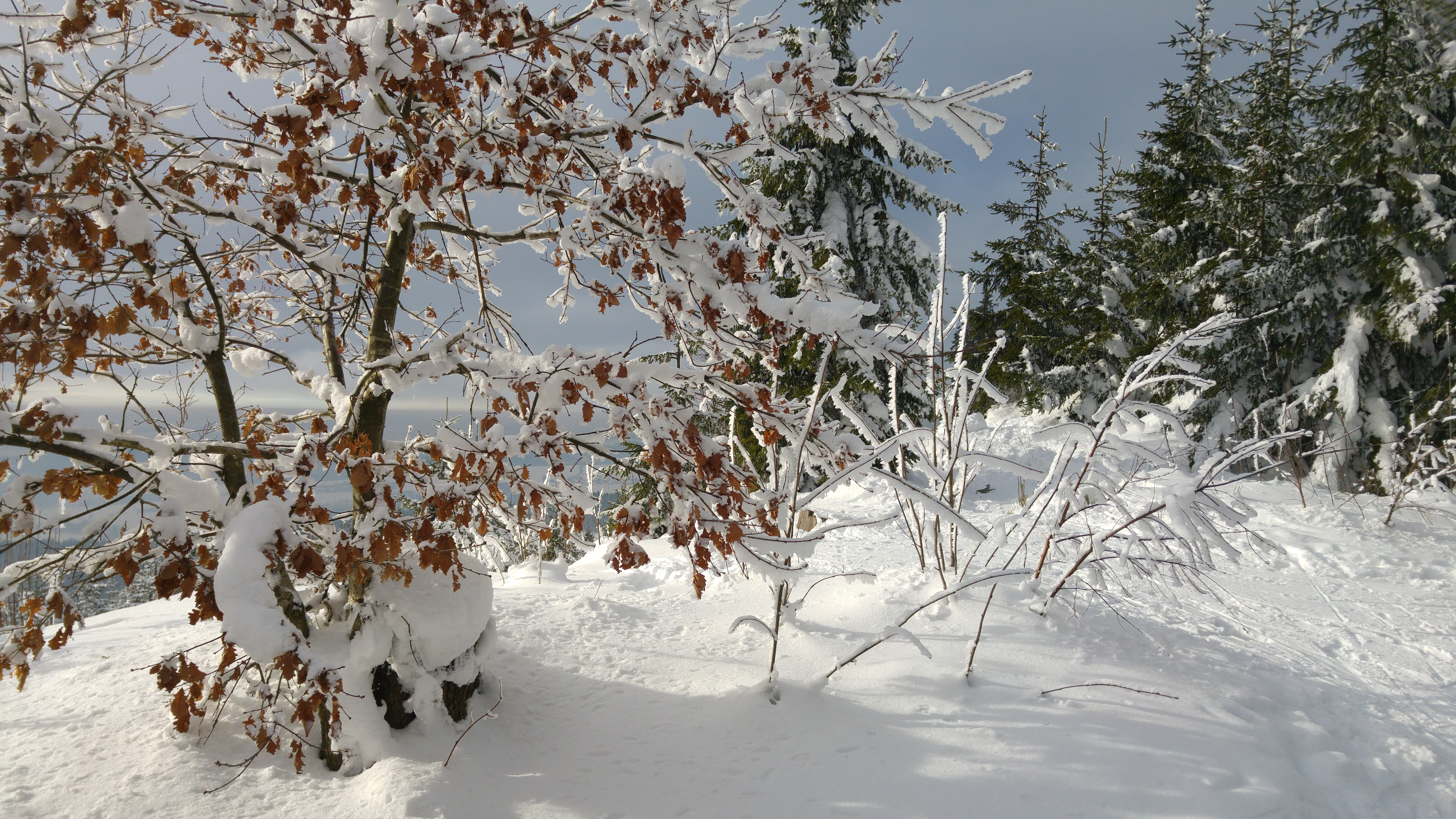
Nedaleko Bílého kolu pod Žaltmanem: pohled na jih
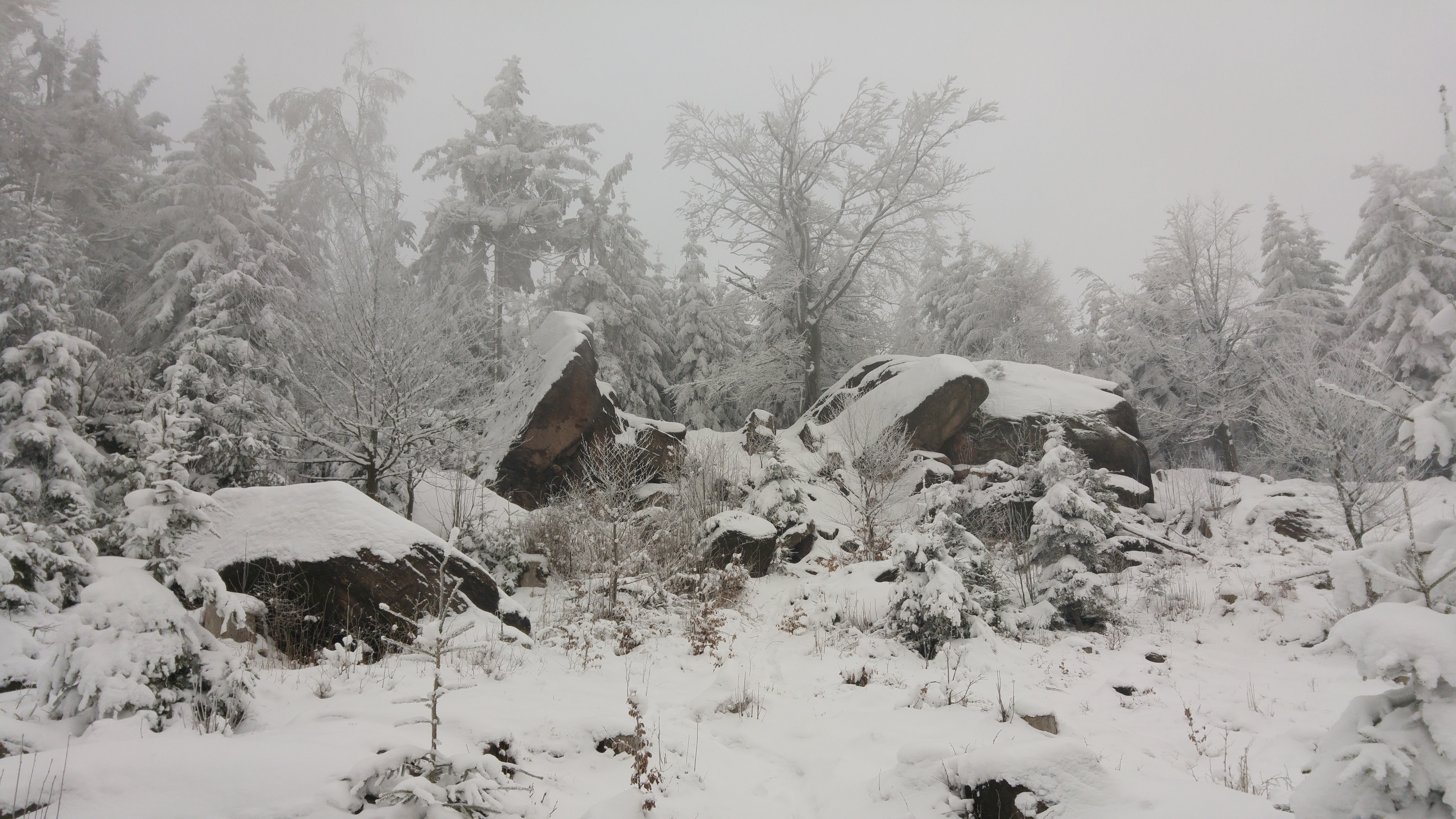
Lotrandovy kameny pod Žaltmanem
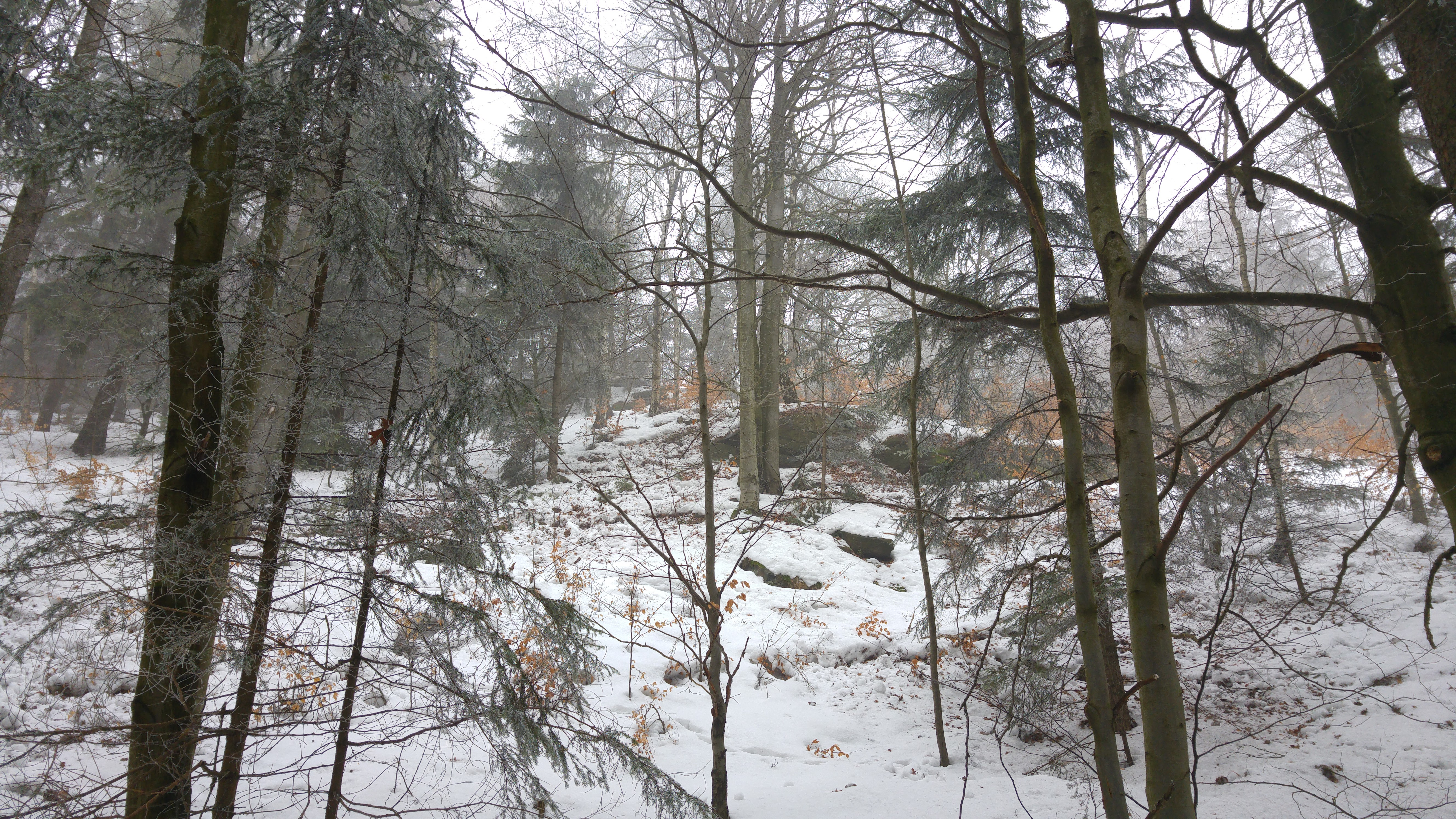
Kolčarka
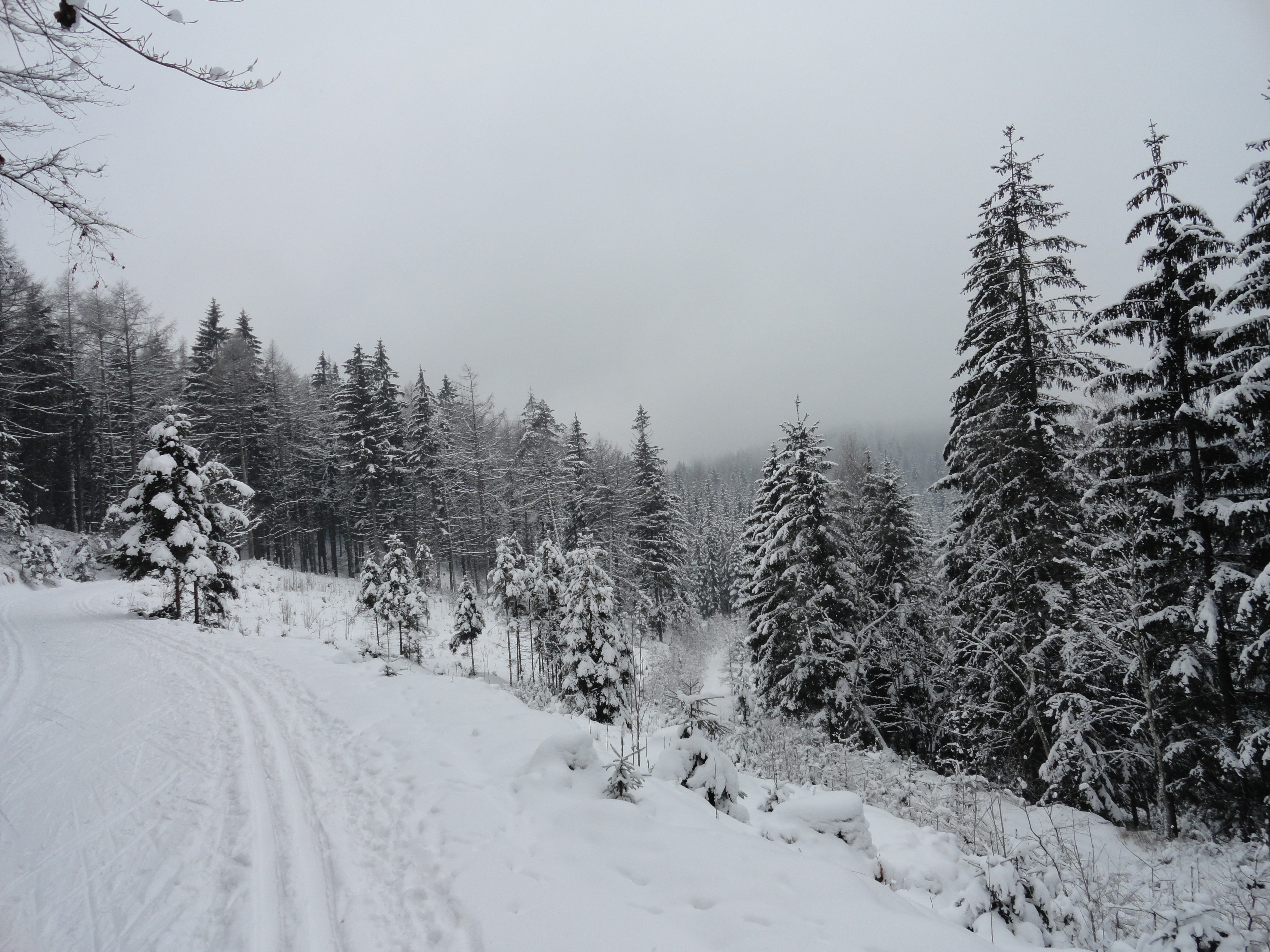
Ke Kolčarce
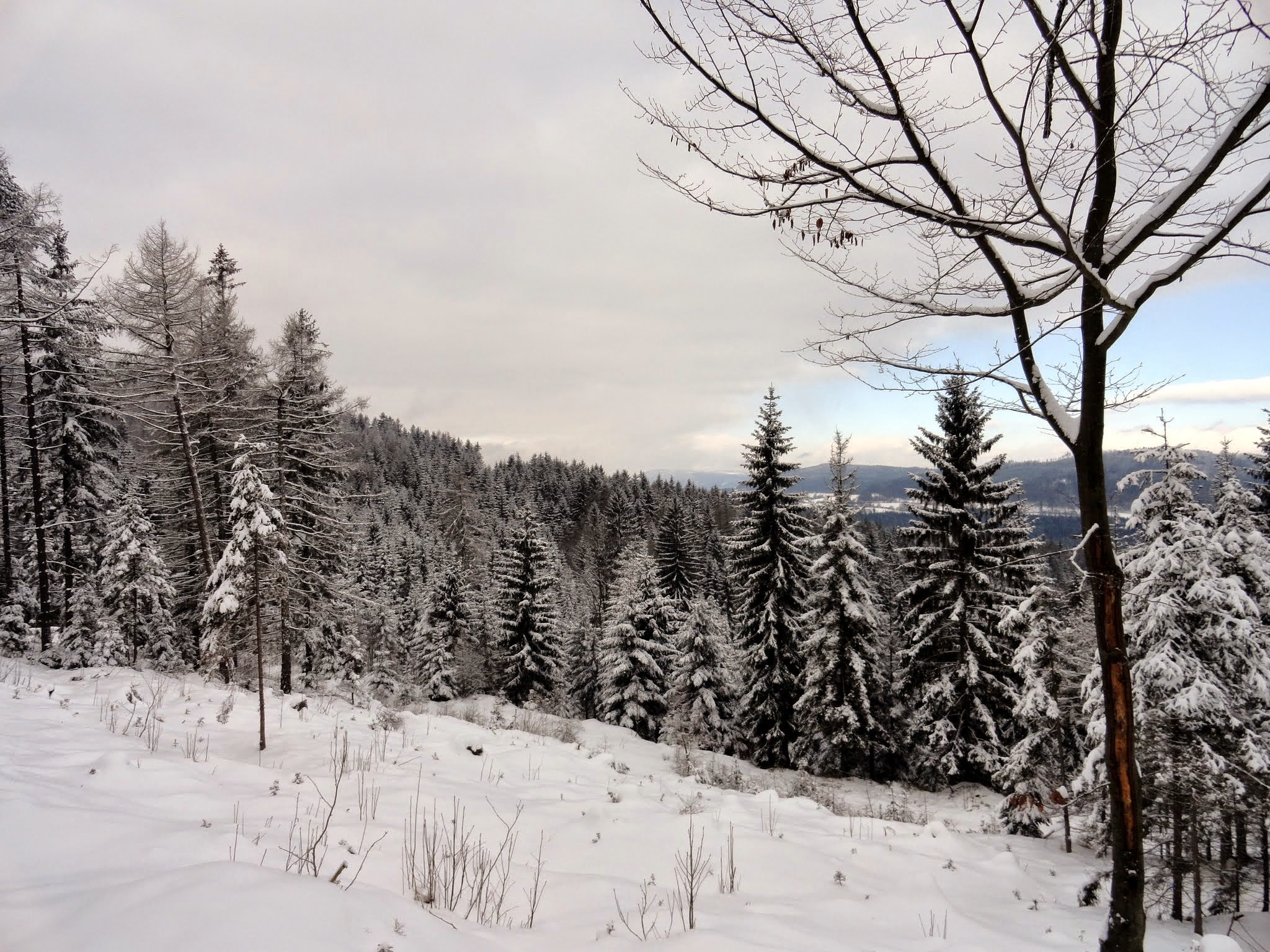
Pohled z Jestřebích hor přes údolí Jívky na Závoru
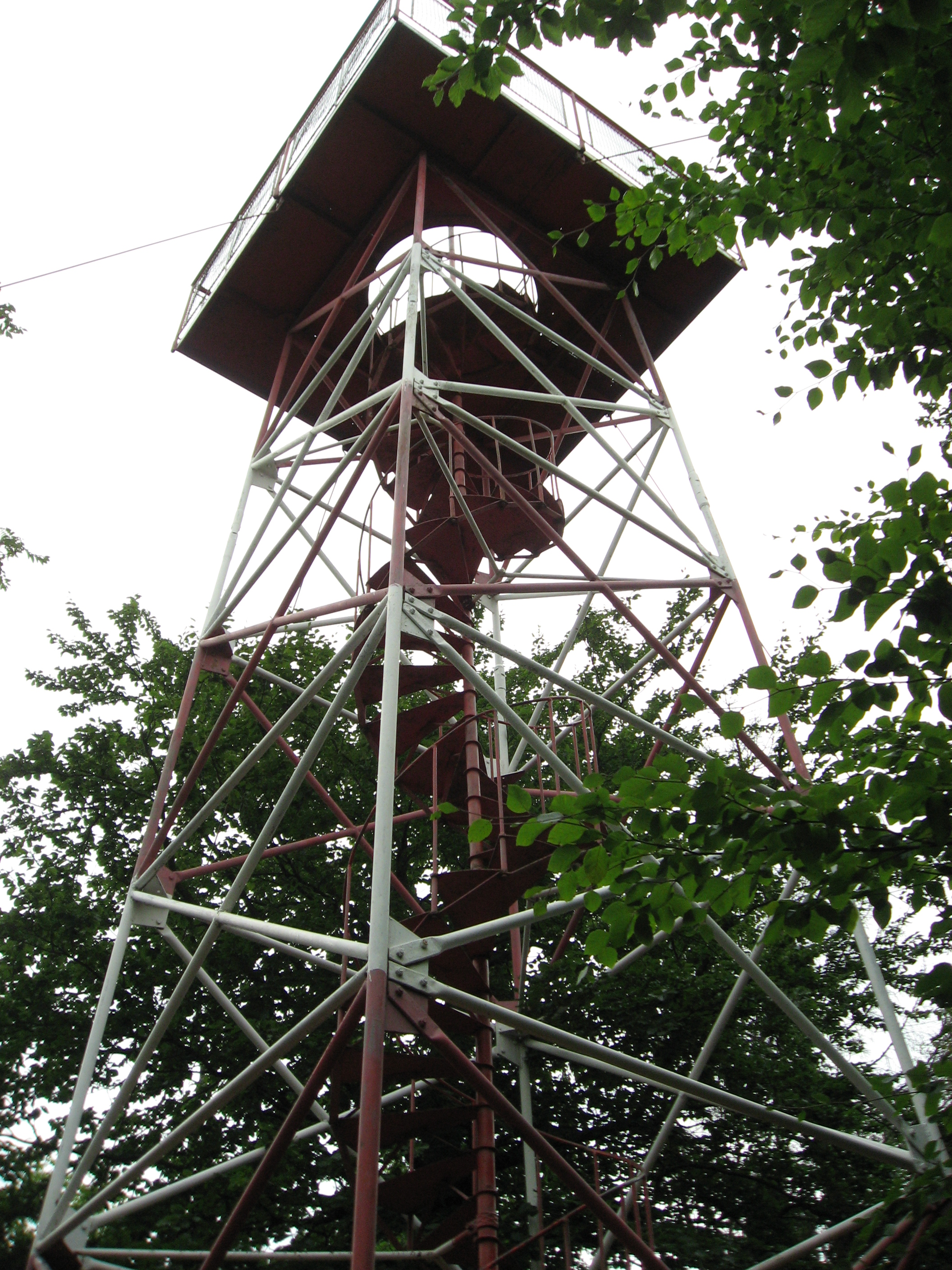
Rozhledna Žaltman
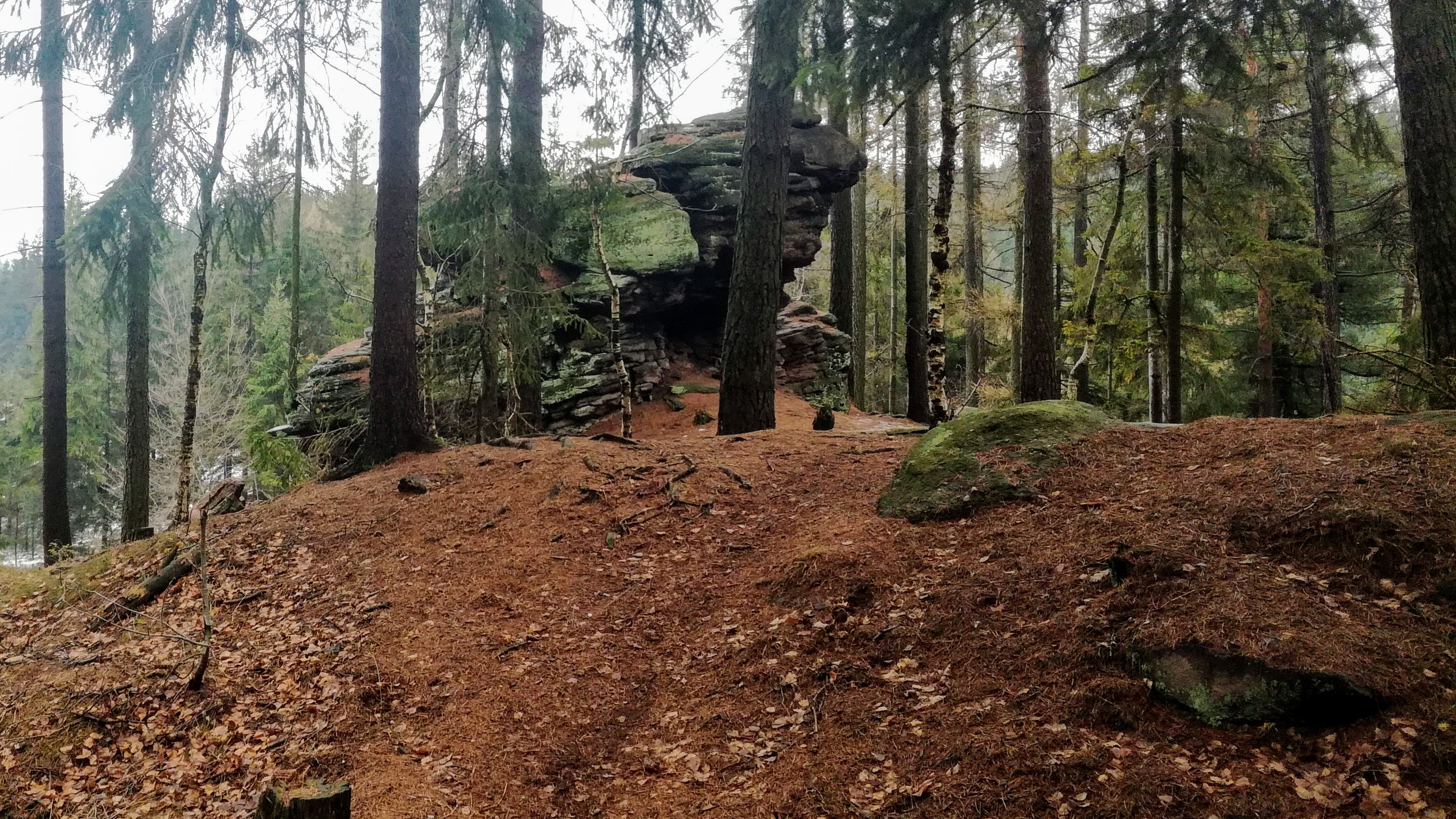
Kryštofovy kameny/Kryštofova skála 586 m n. m.
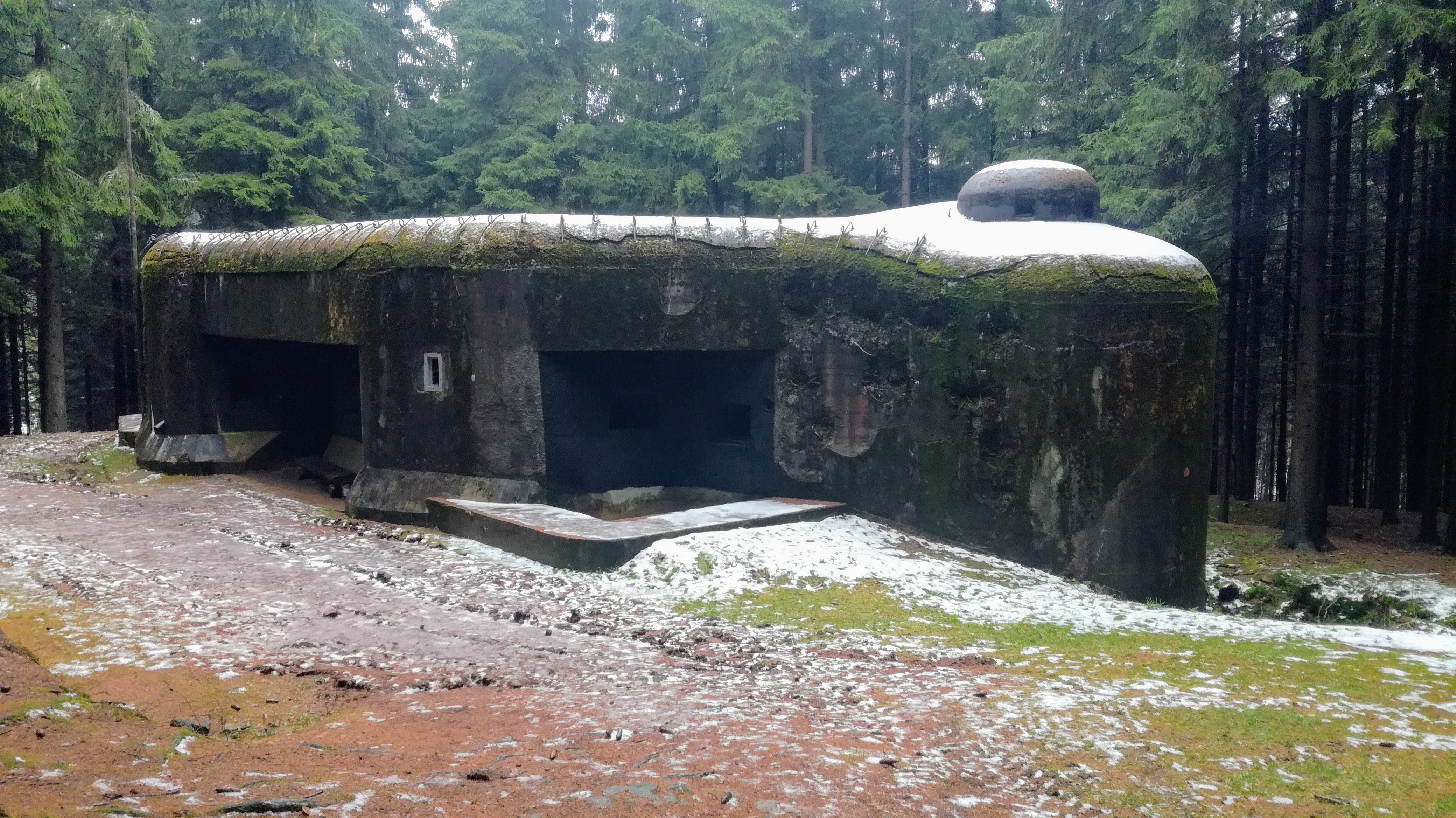
Pěchotní srub v Odolově
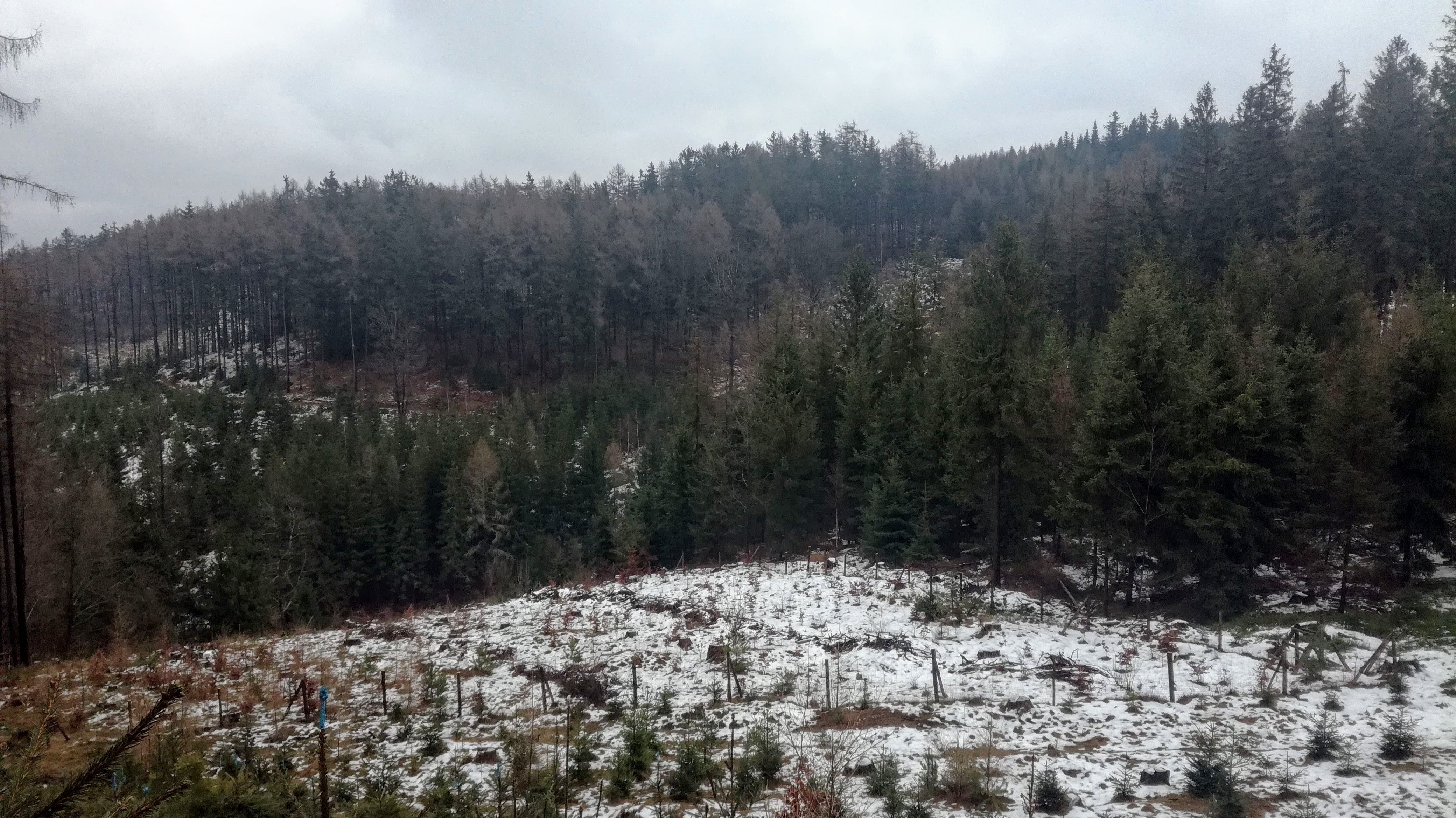
Úbočí vrchu Strážnice 633 m n. m.
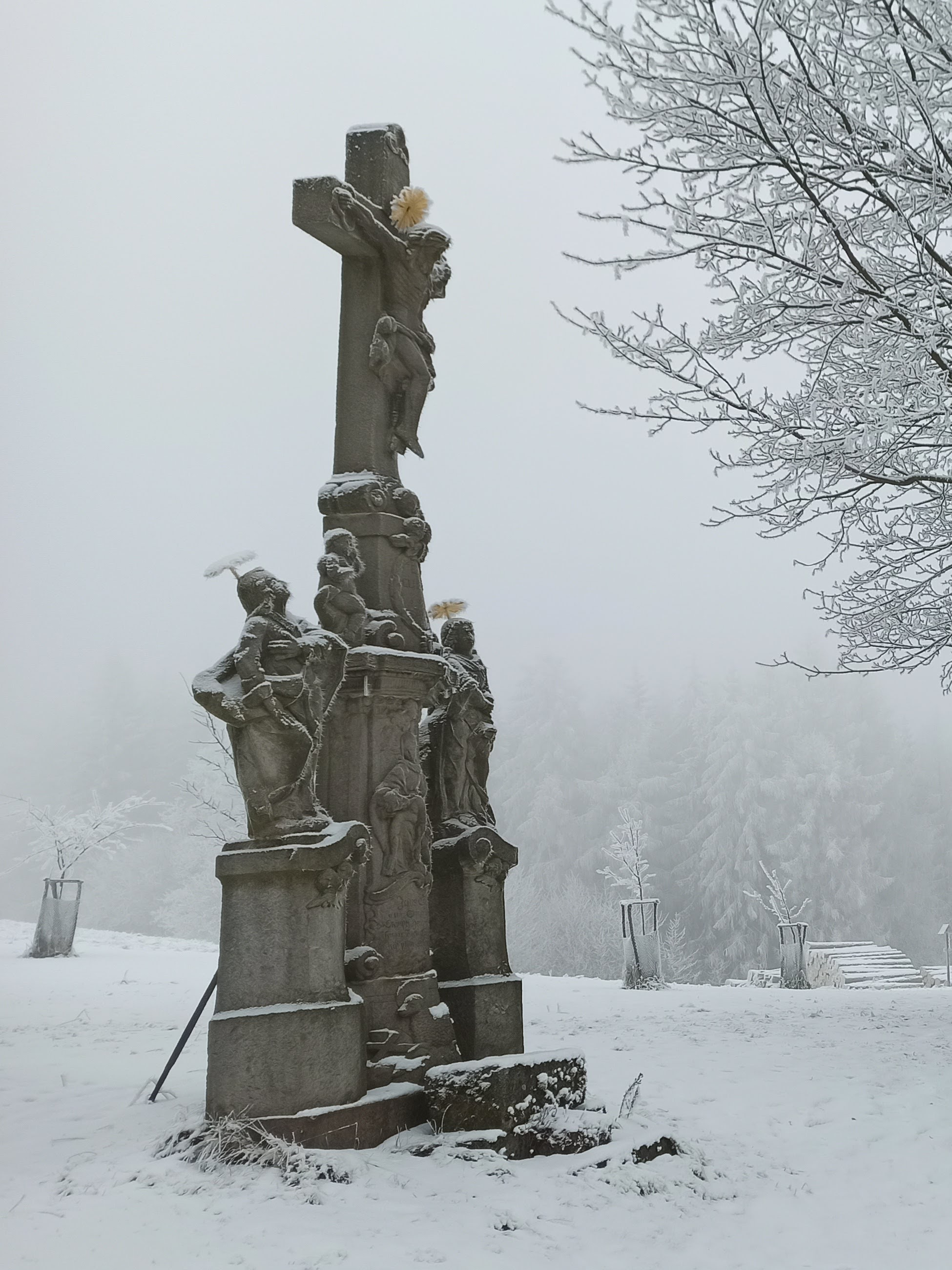
Boží muka na Pasece v Jestřebích horách

Maternický hřbet

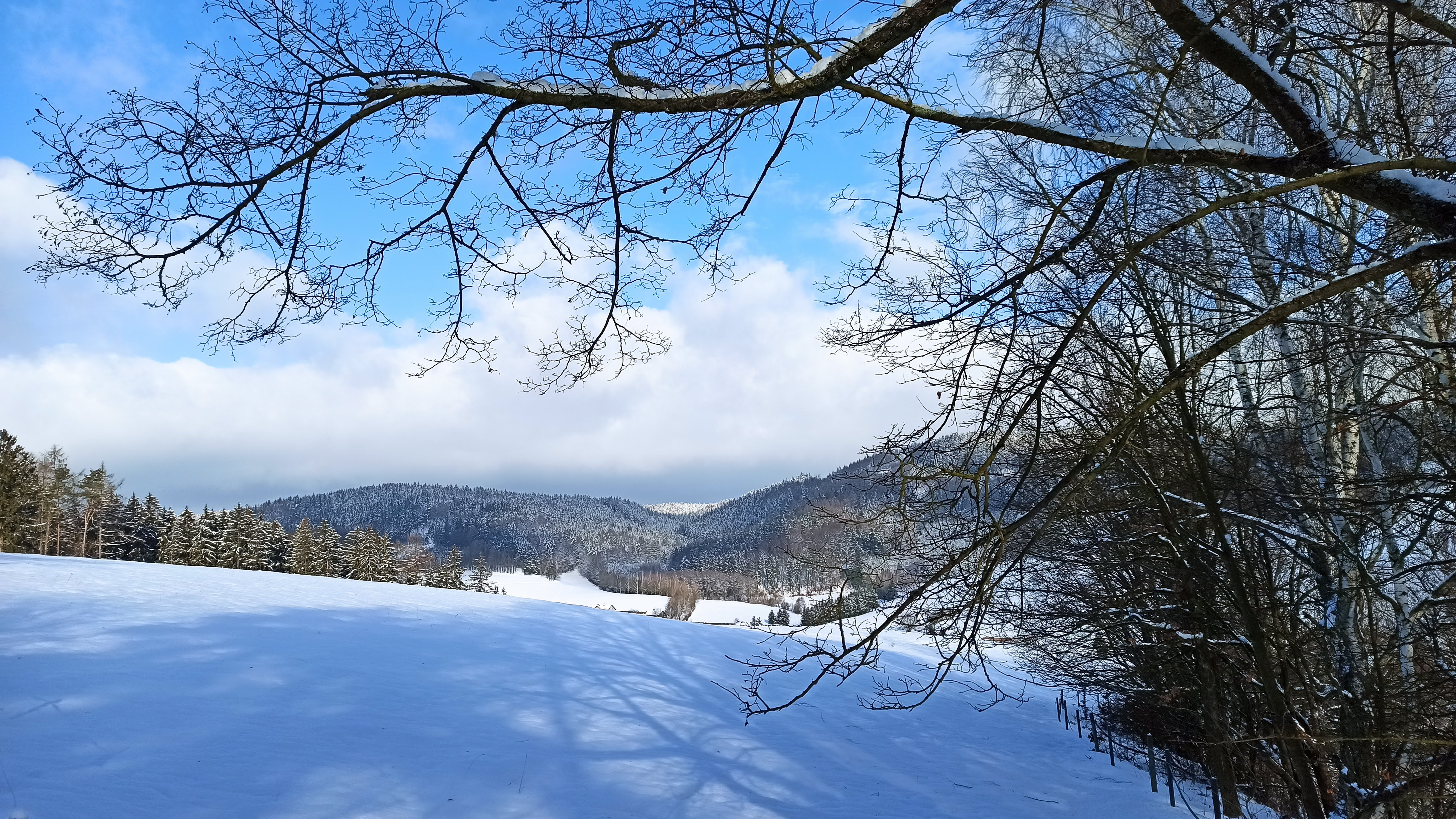
Maternické údolí, pohled z Červenokostelecké pahorkatiny
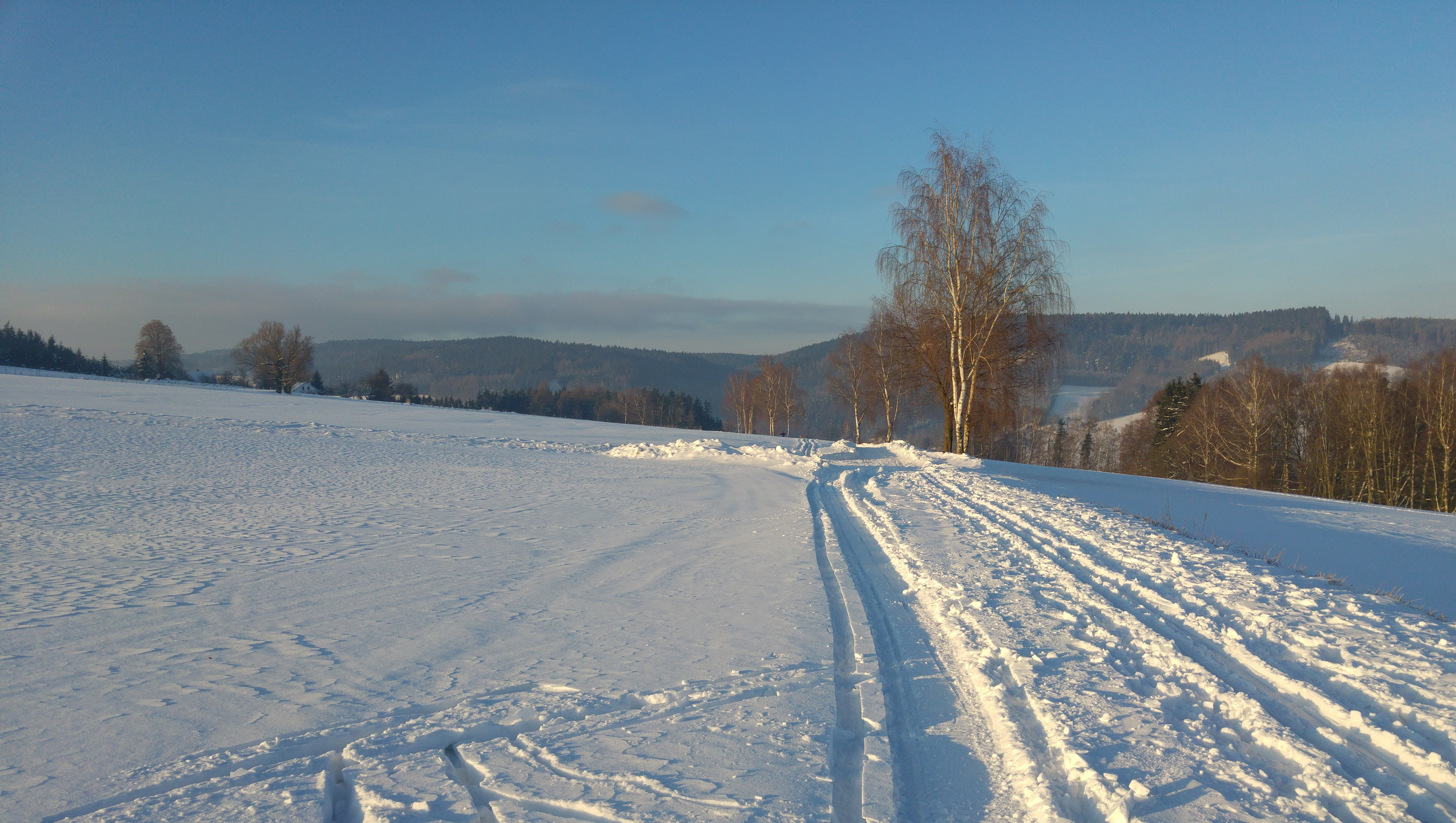
Pohled na Maternici, uprostřed údolí potoka Materník, dělící Jestřebí hory na Žaltmanský hřbet (vlevo) a Maternický hřbet (vpravo)
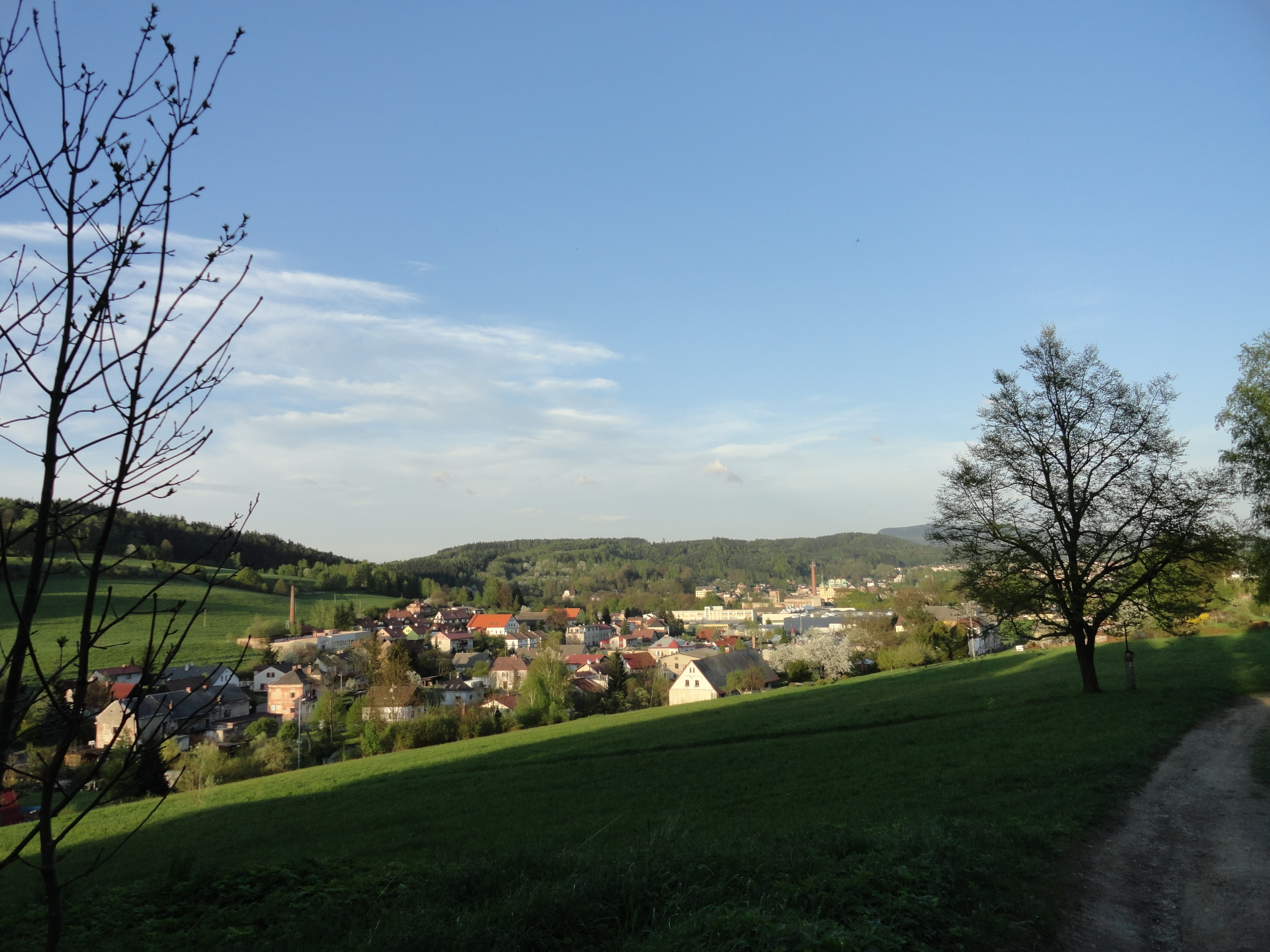
Pohled na Hronov a údolí Metuje, které dělí Maternický hřbet na dvě části
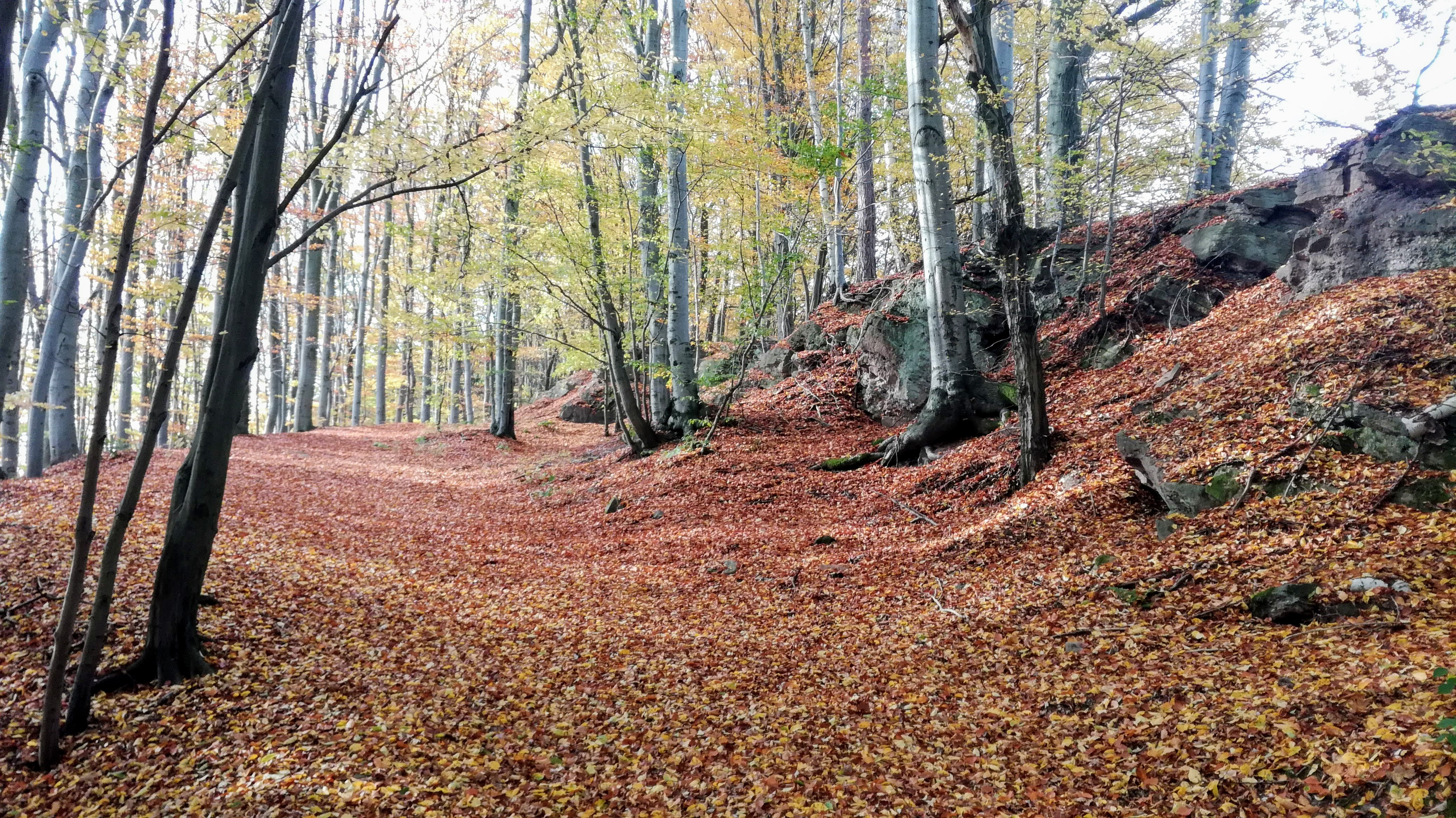
Jestřebí hory: Bučina u Draboňova lomu nad Zbečníkem
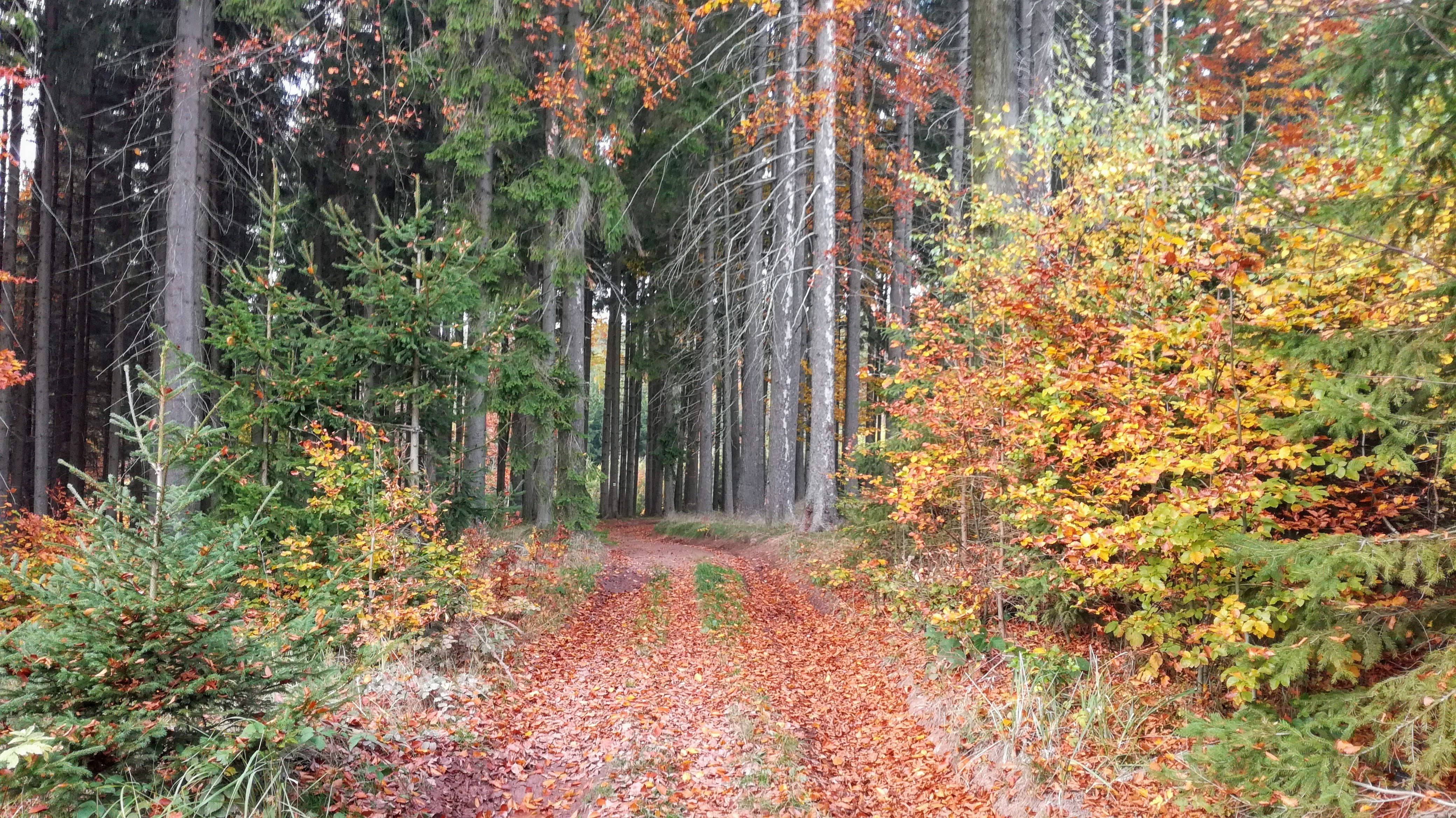
Hřebenová cesta od Jírovy hory do Maternice (červená značka)
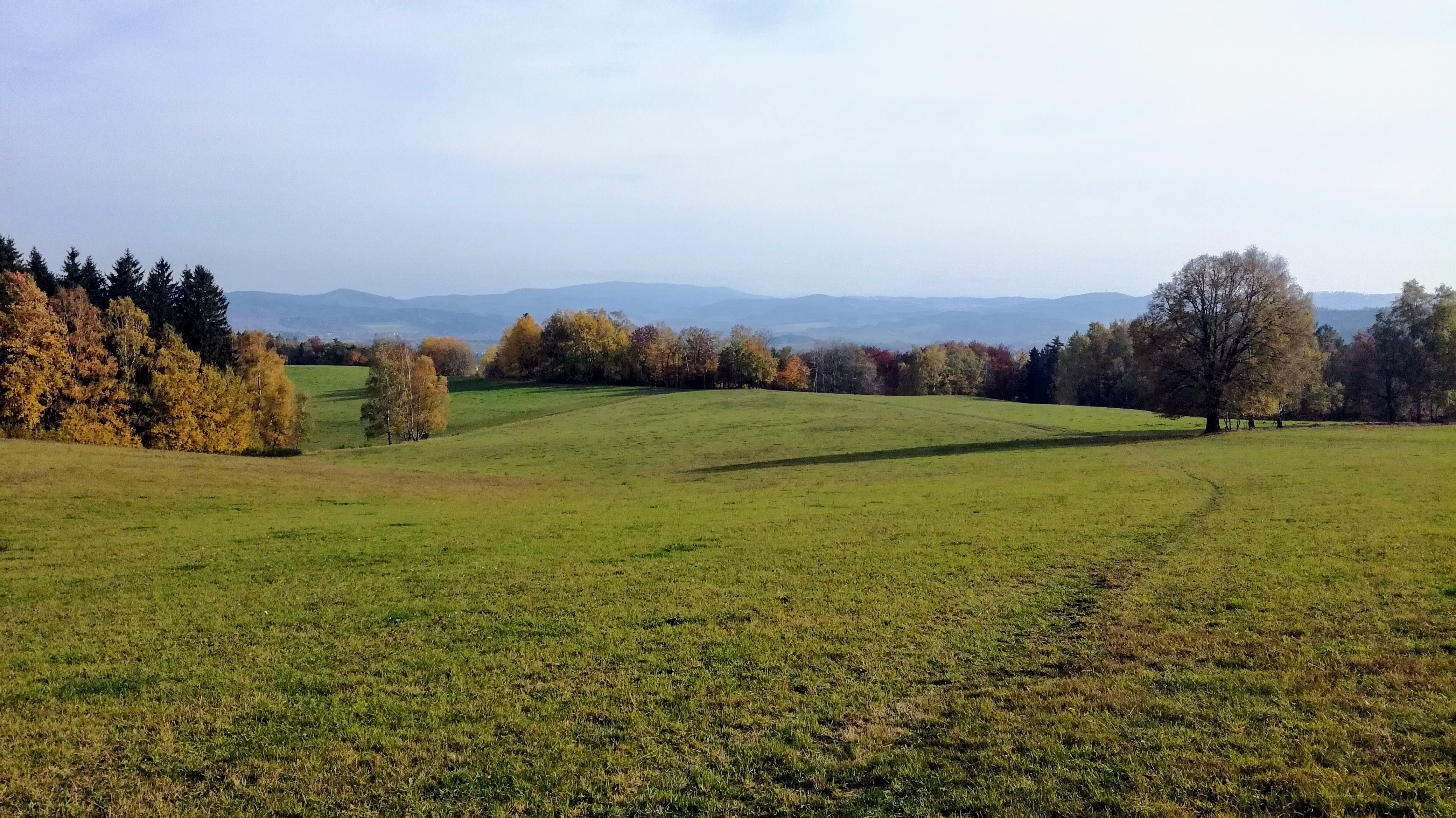
Holé temeno Jestřebích hor nad Jírovou horou: pohled přes Hronovskou kotlinu k Vrchmezí a níže na Levínskou vrchovinu
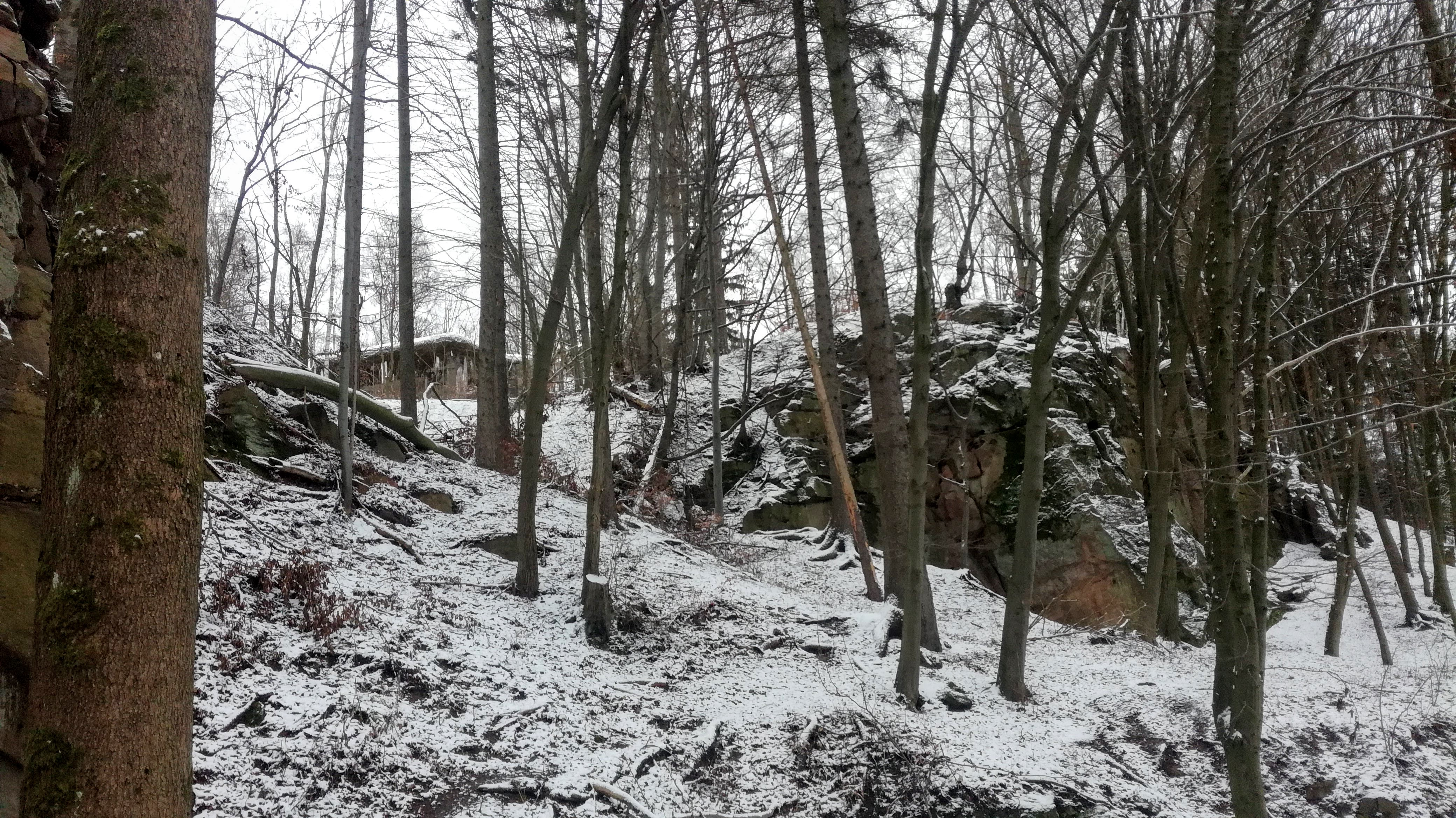
Draboňův lom v Jestřebích horách nad Zbečníkem; nad ním bunkr těžkého opevnění z 30. let
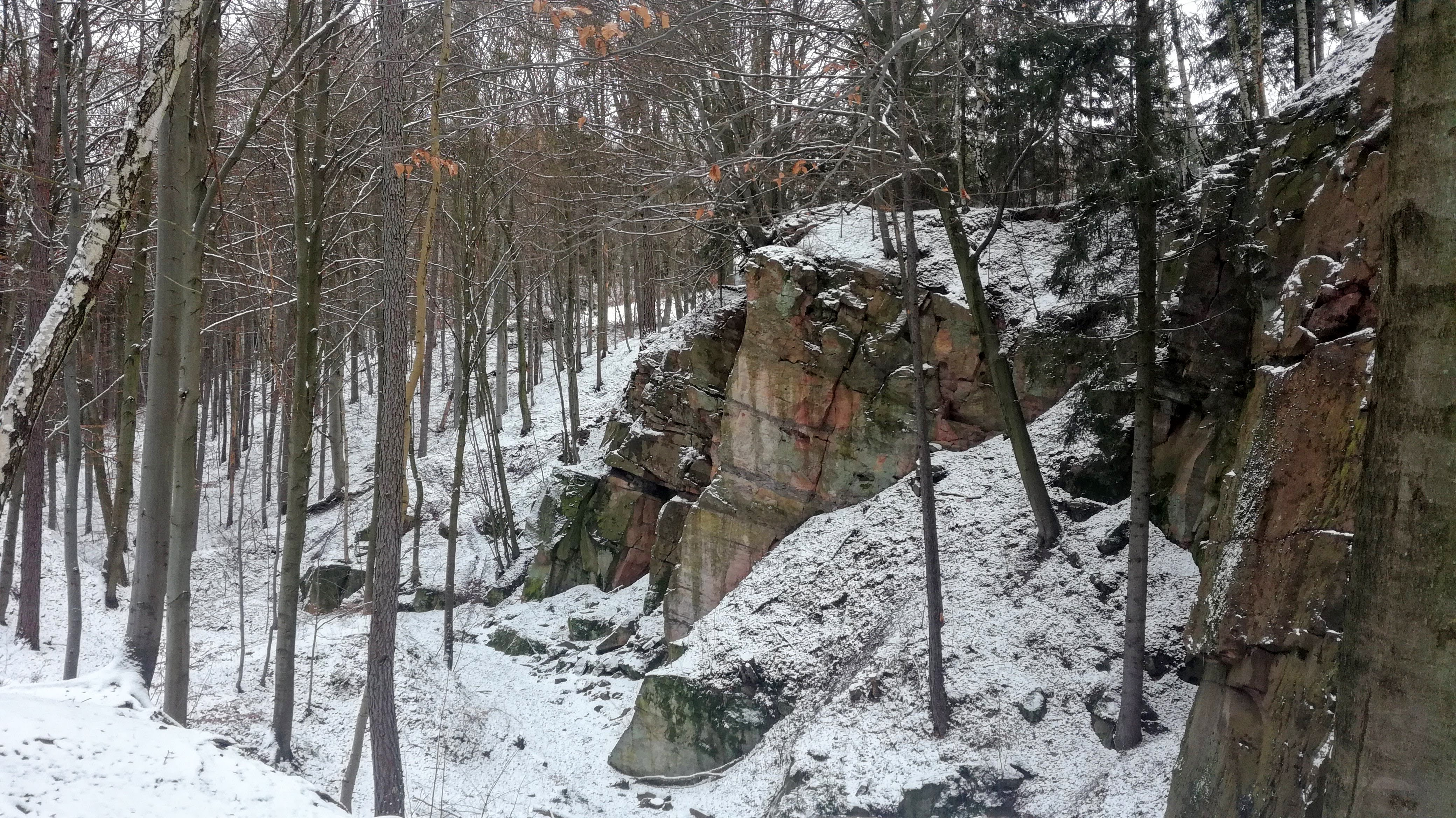
Draboňův lom - západní část - v Jestřebích horách nad Zbečníkem
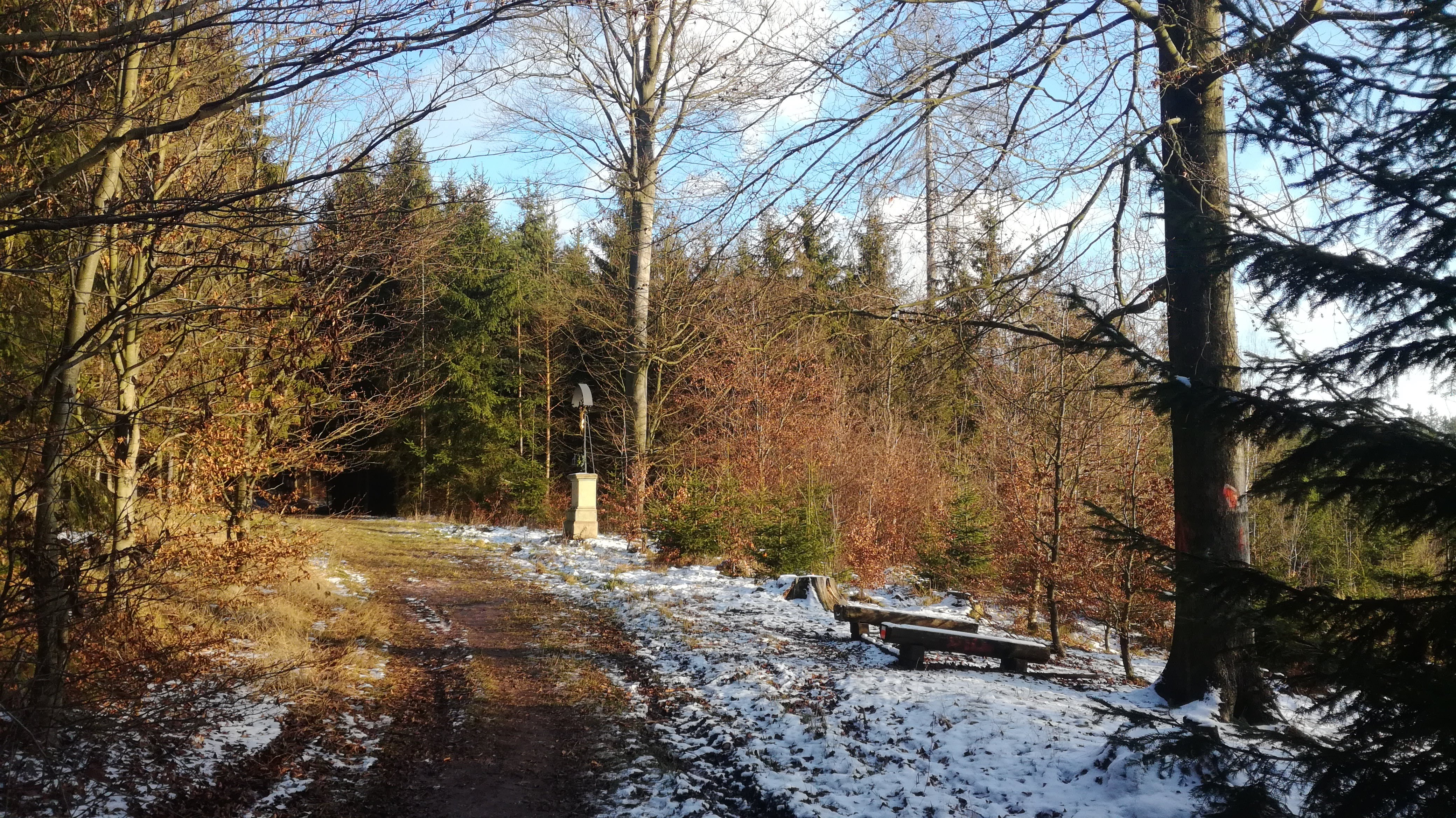
Křížek U matky Jedle ve východní části Maternického hřbetu Jestřebích hor
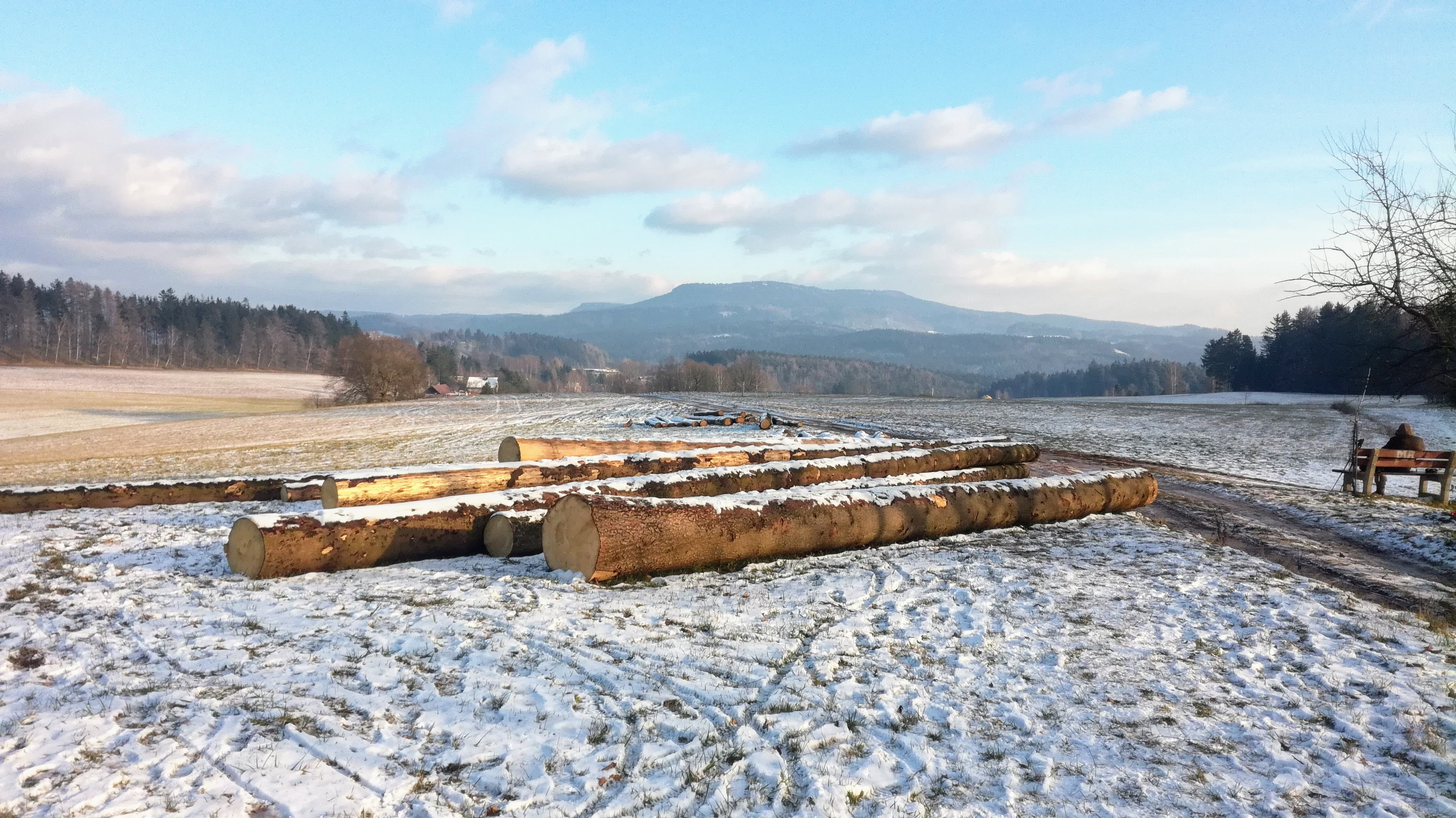
Kóta Vrše 519 m n. m. s výhledem na Bor a Hejšovinu
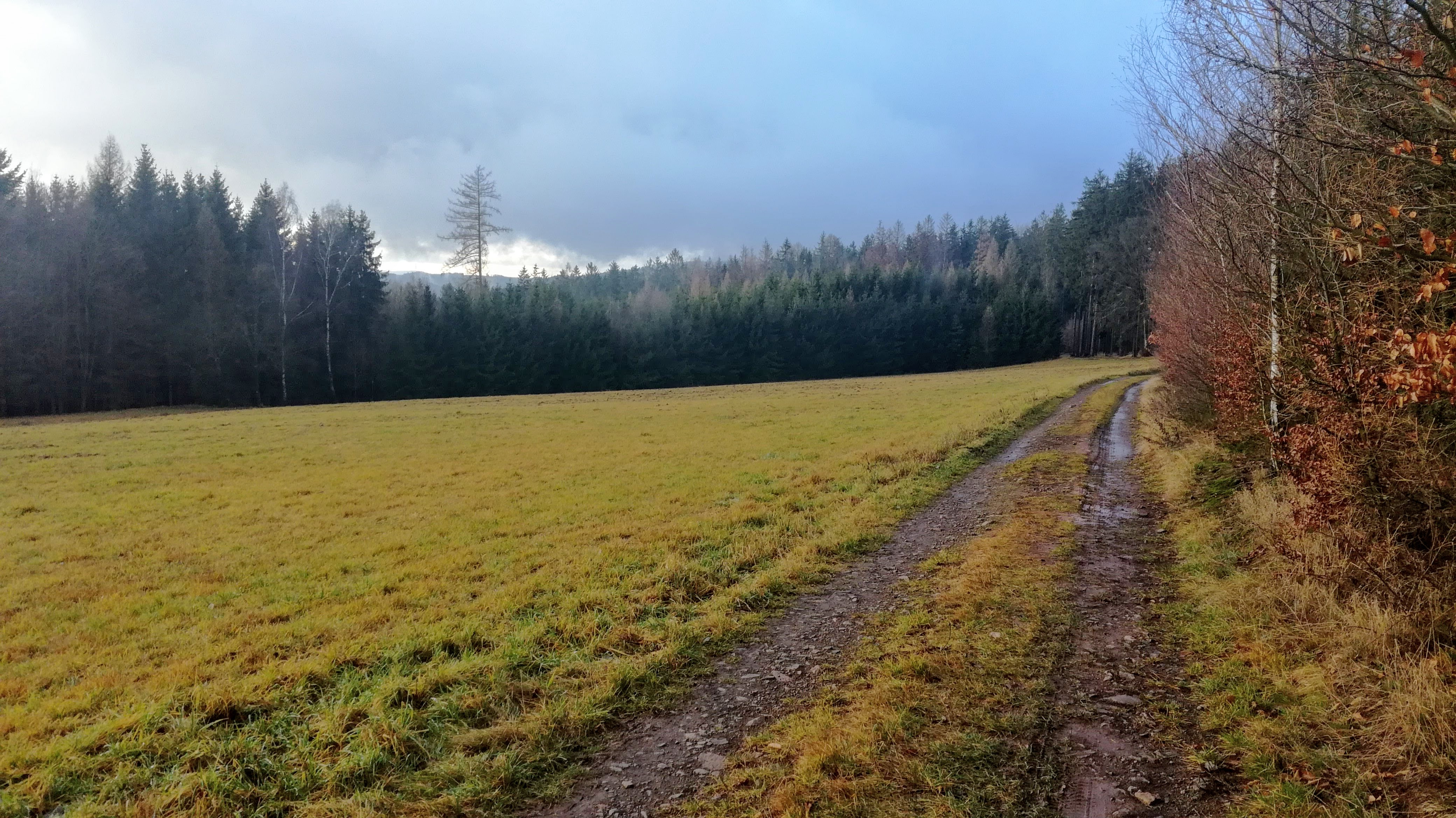
Cesta od kóty Vrše k Hronovu, severní varianta k cestě po červené značce
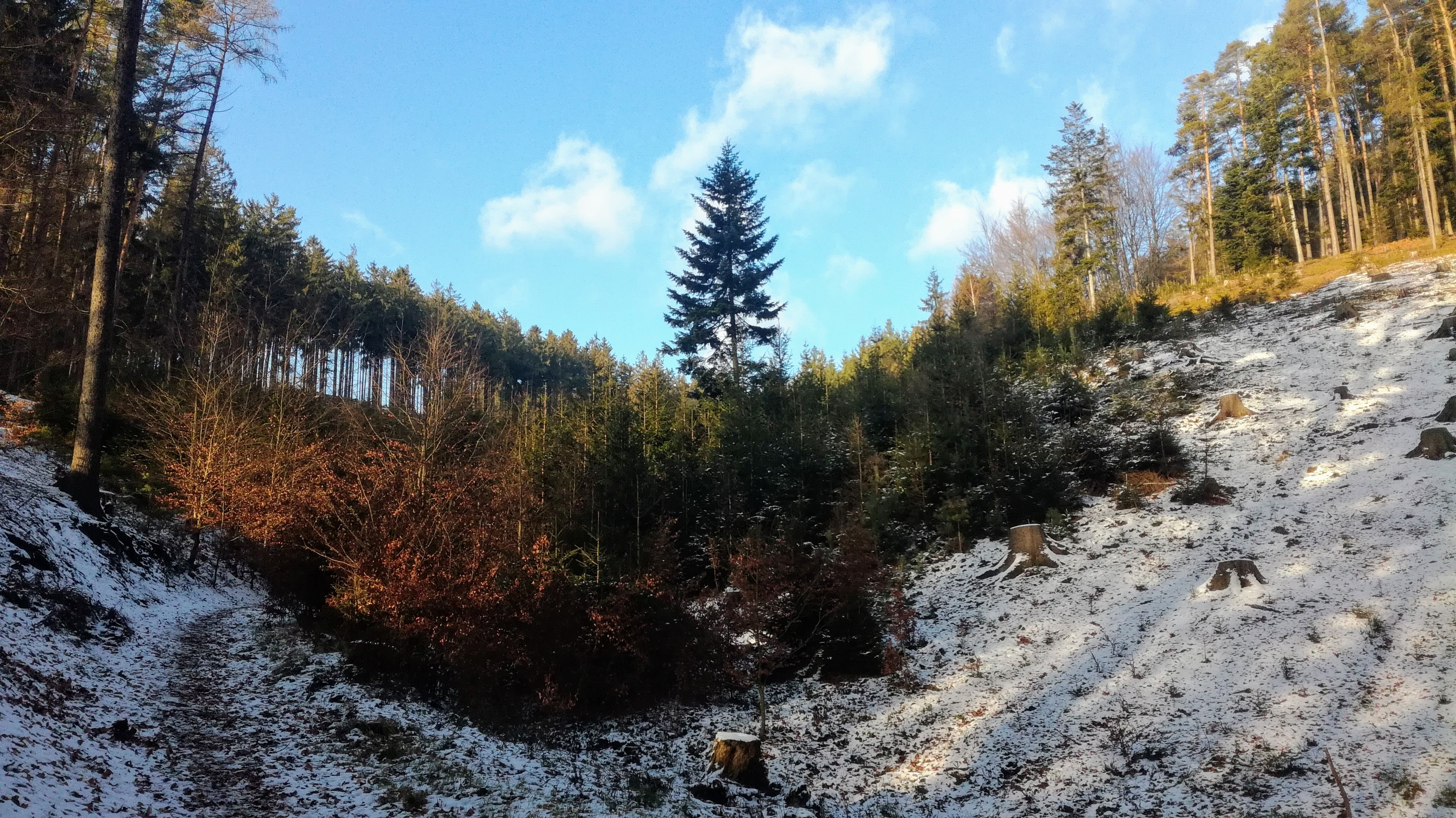
Údolí v Borkách pod vrcholem U buku (vlevo - 532 m n. m.)
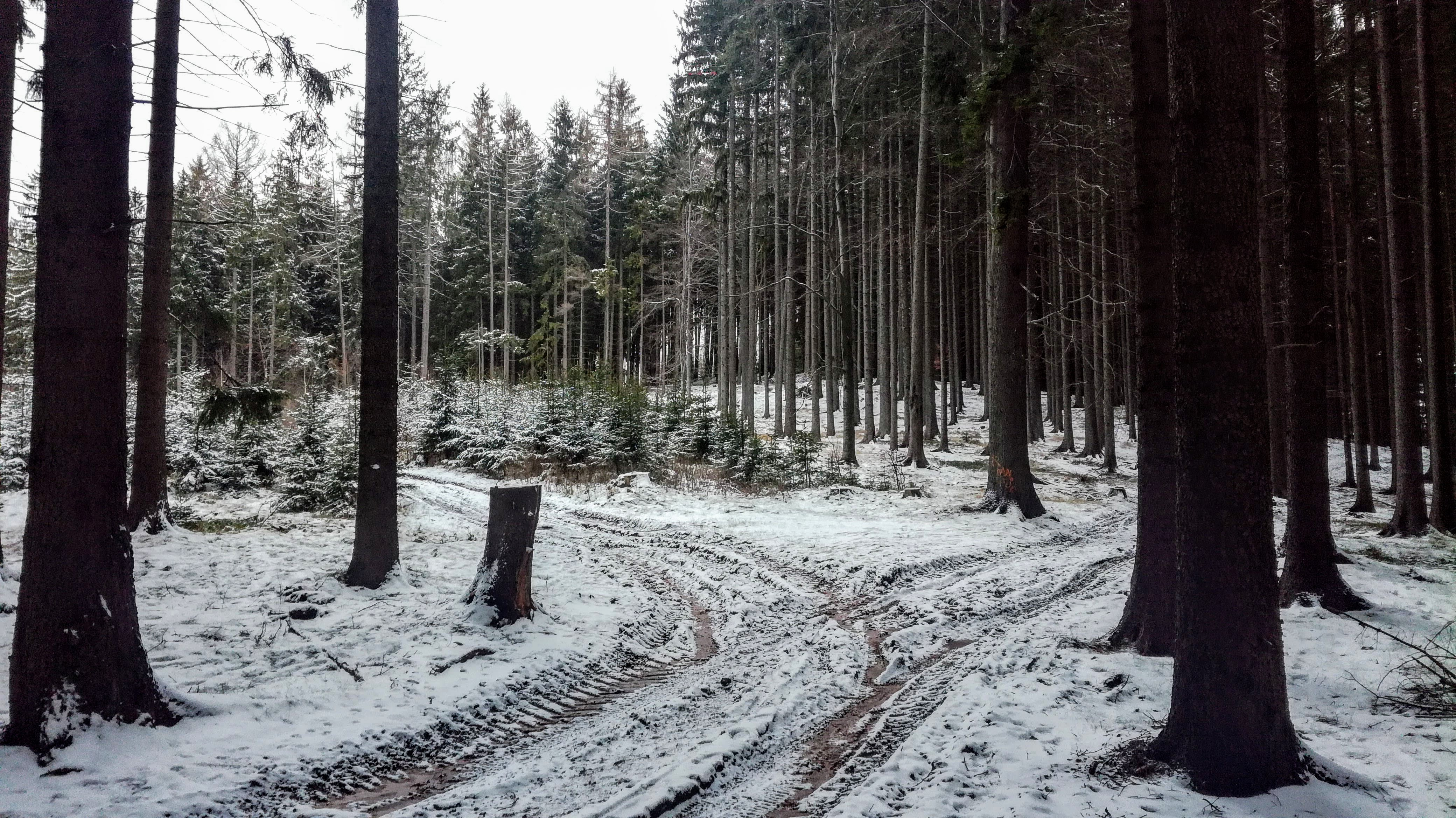
Křižovatka cest pod východním vrcholem kóty Na Souši
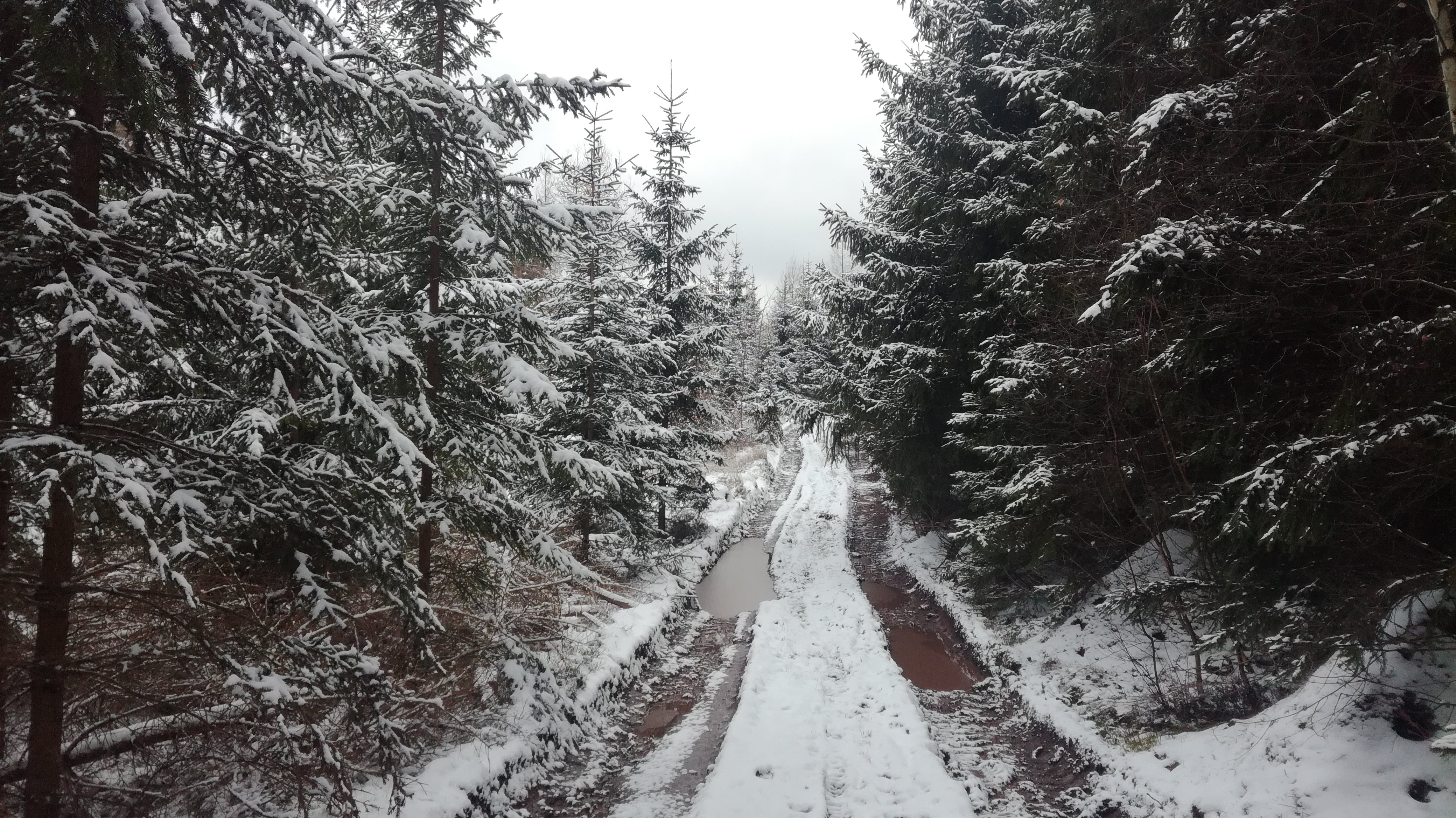
Cesta po hřbetu vrcholu Na Souši (562 m n. m.)
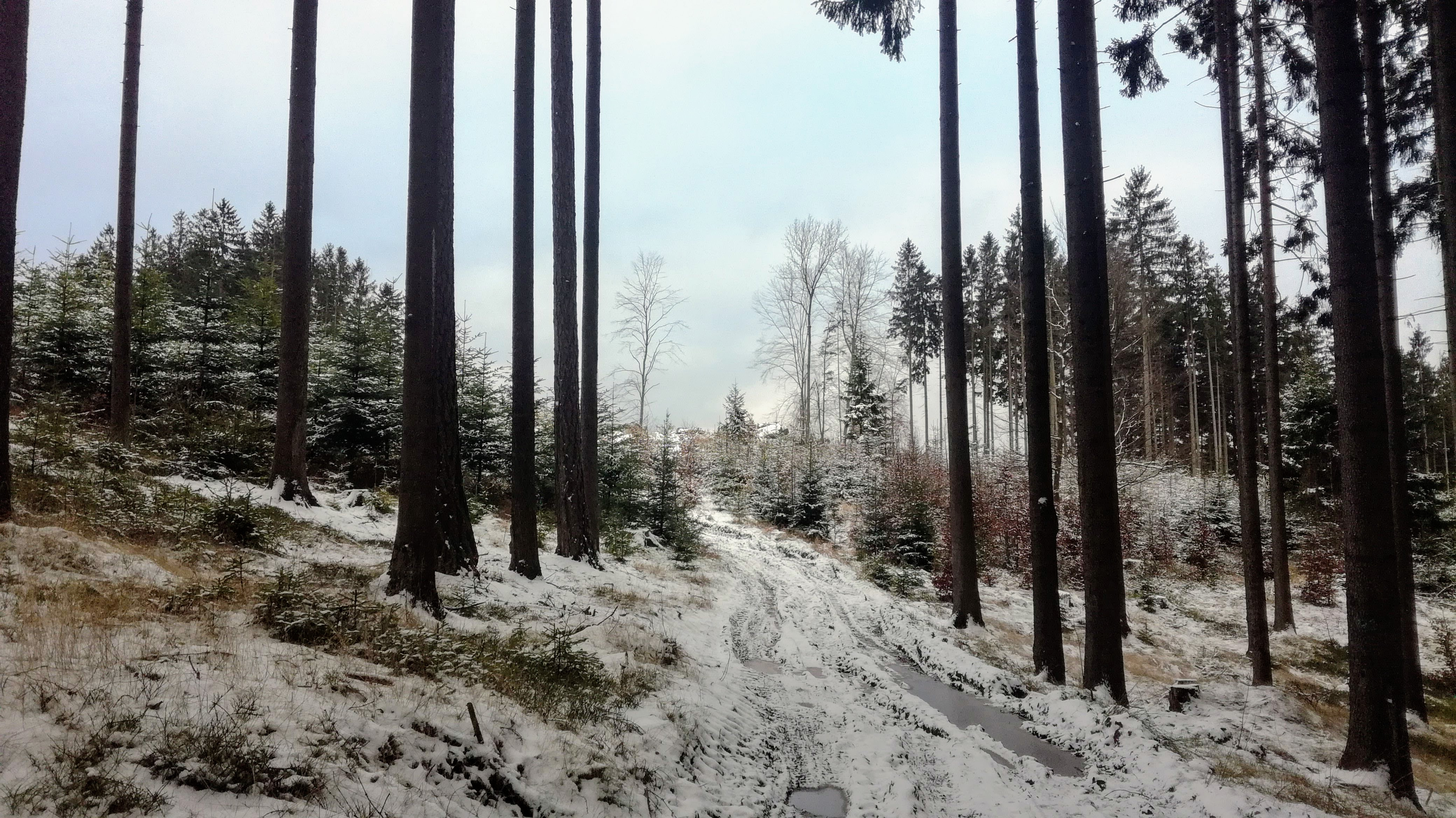
Cesta s vrcholu Na Souši - západní část
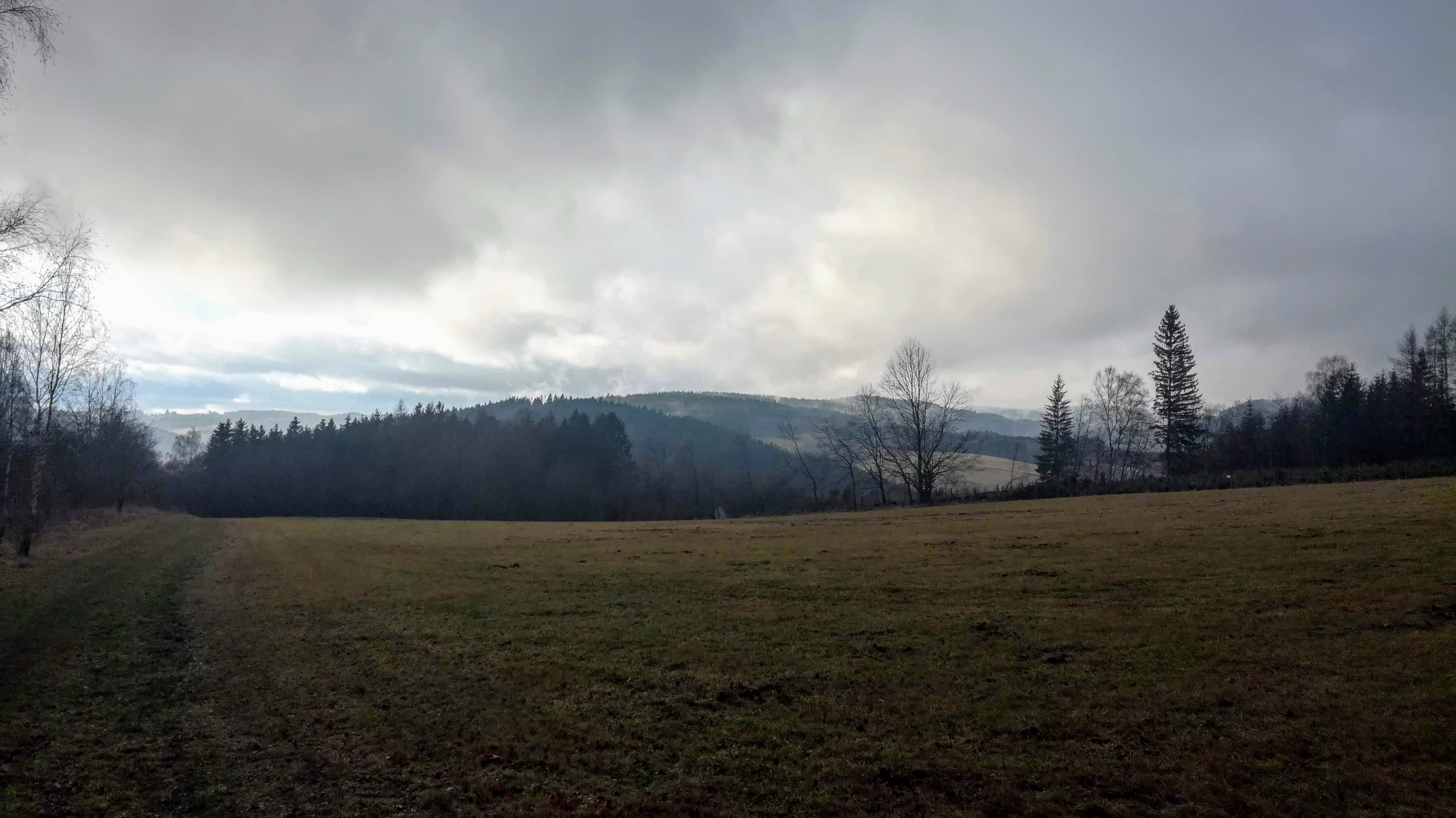
Maternický hřbet - pohled přes údolí řeky Metuje na západ od Jírovy hory k vrcholu Na Souši
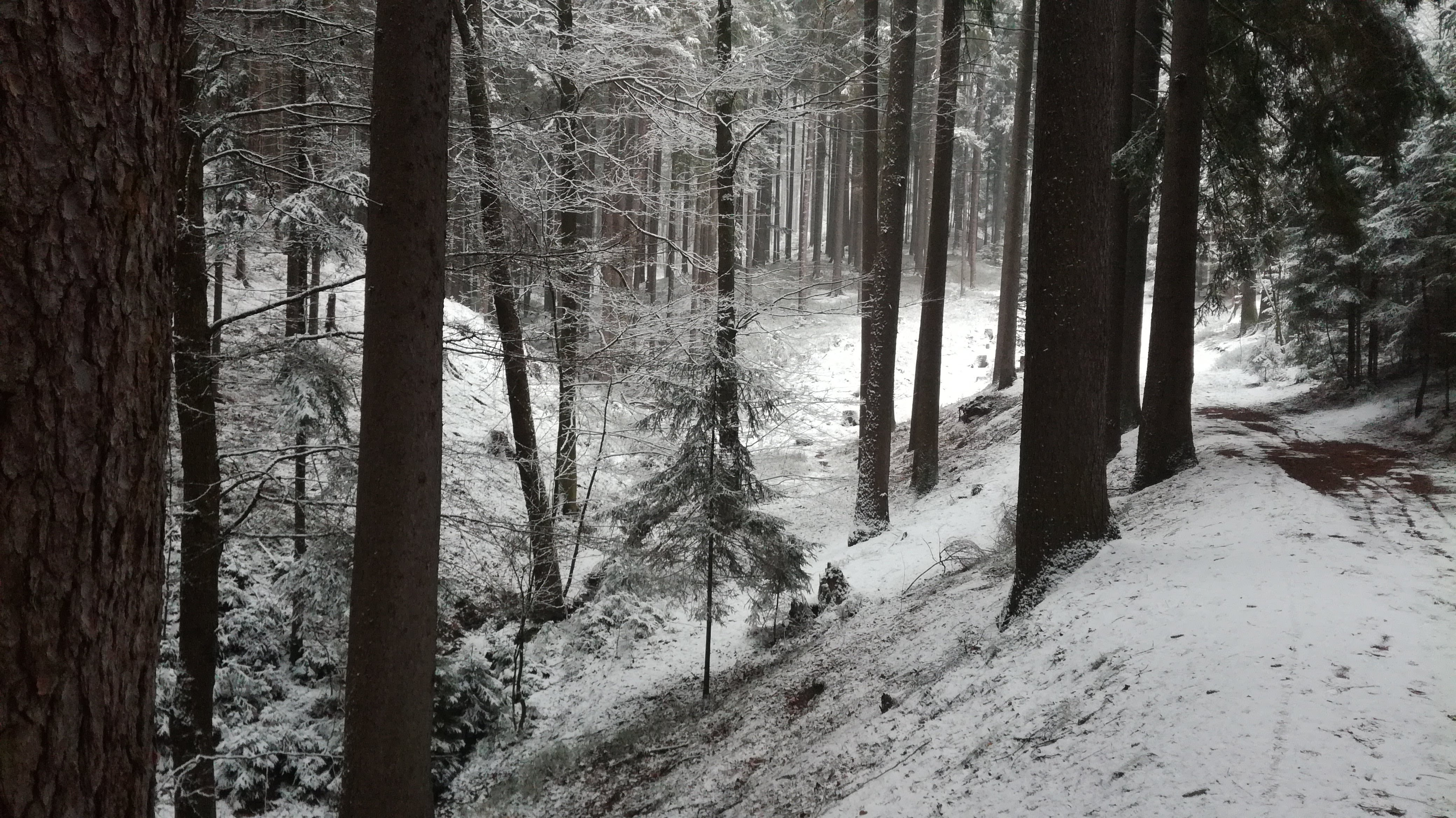
Bezejmenný potok v údolí mezi vrchy Homolka a Havrlinka v Jestřebích horách - napájí Pivovarský rybník
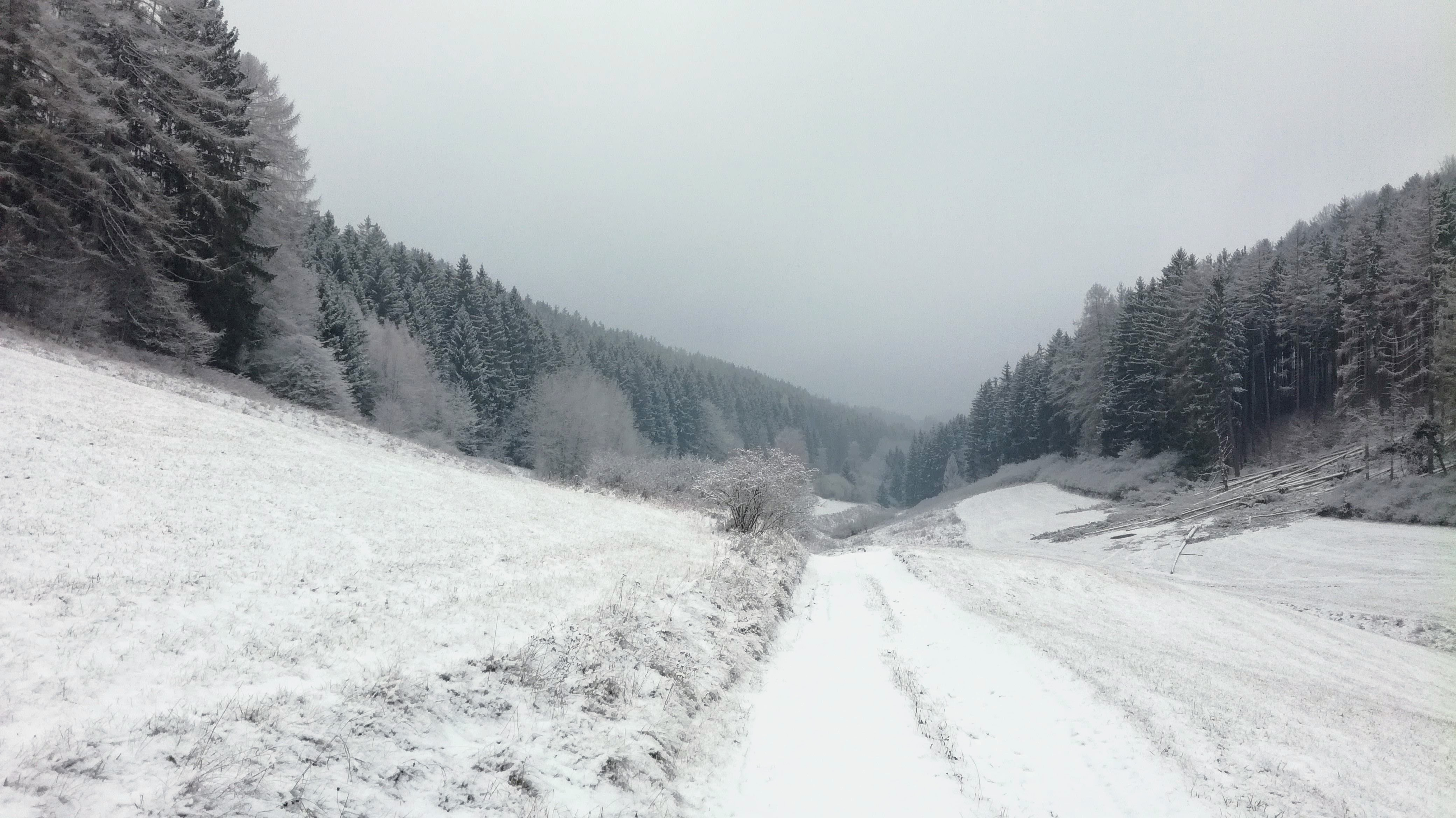
Údolí mezi Dlouhou strání (až 522 m n. m.) a Bučinou/Kněžnicí, dělicí Jestřebí hory od Polické pánve
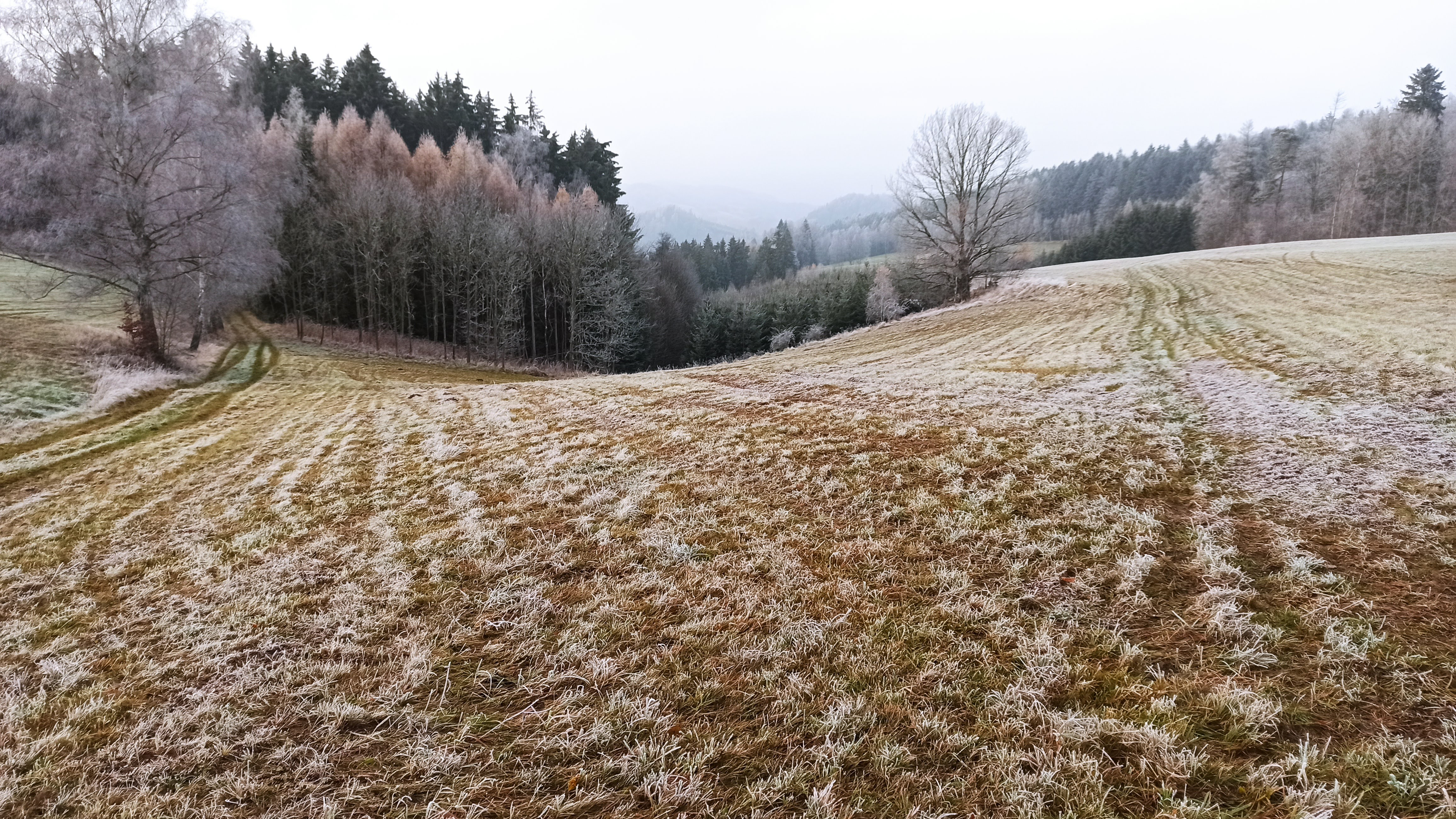
Počínající údolí mezi Dlouhou strání a Vršemi v Jestřebích horách
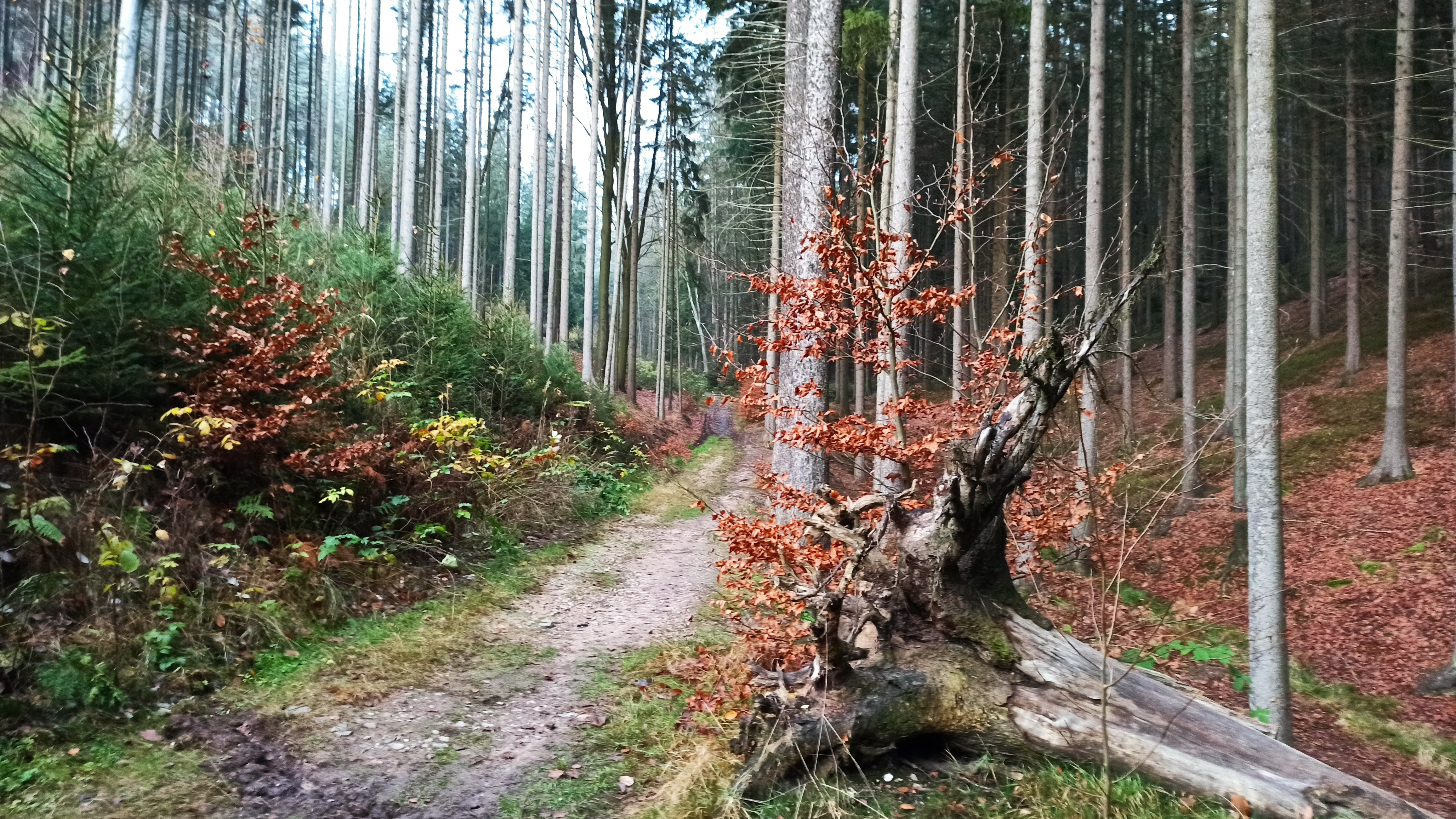
Údolí s potůčkem mezi vrcholem U buku a Havrlinkou

Bukovinský hřbet

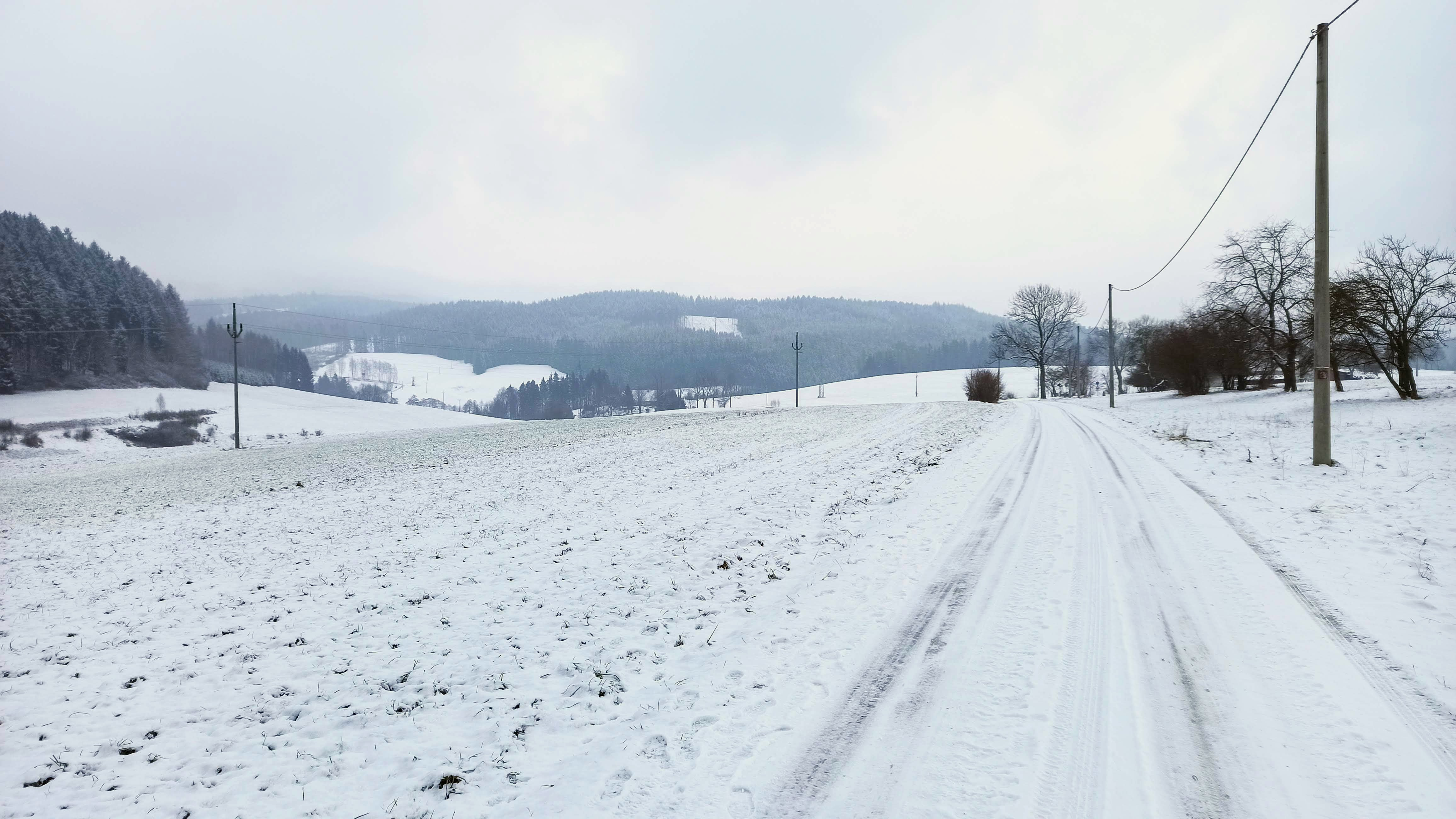
Bukovinský hřbet Jestřebích hor
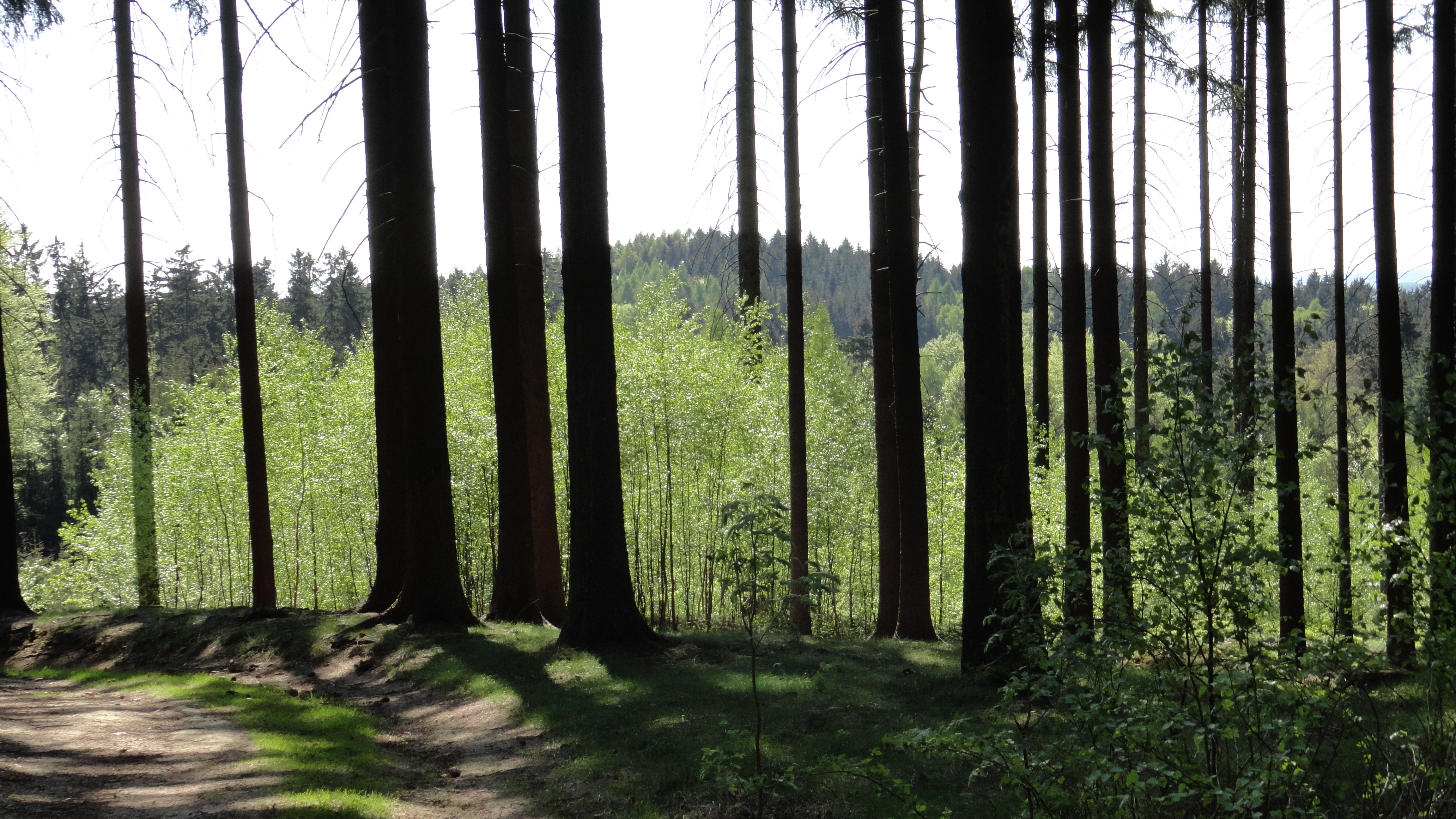
Průhled lesem ze Závrch na Borek - Bukovinský hřbet
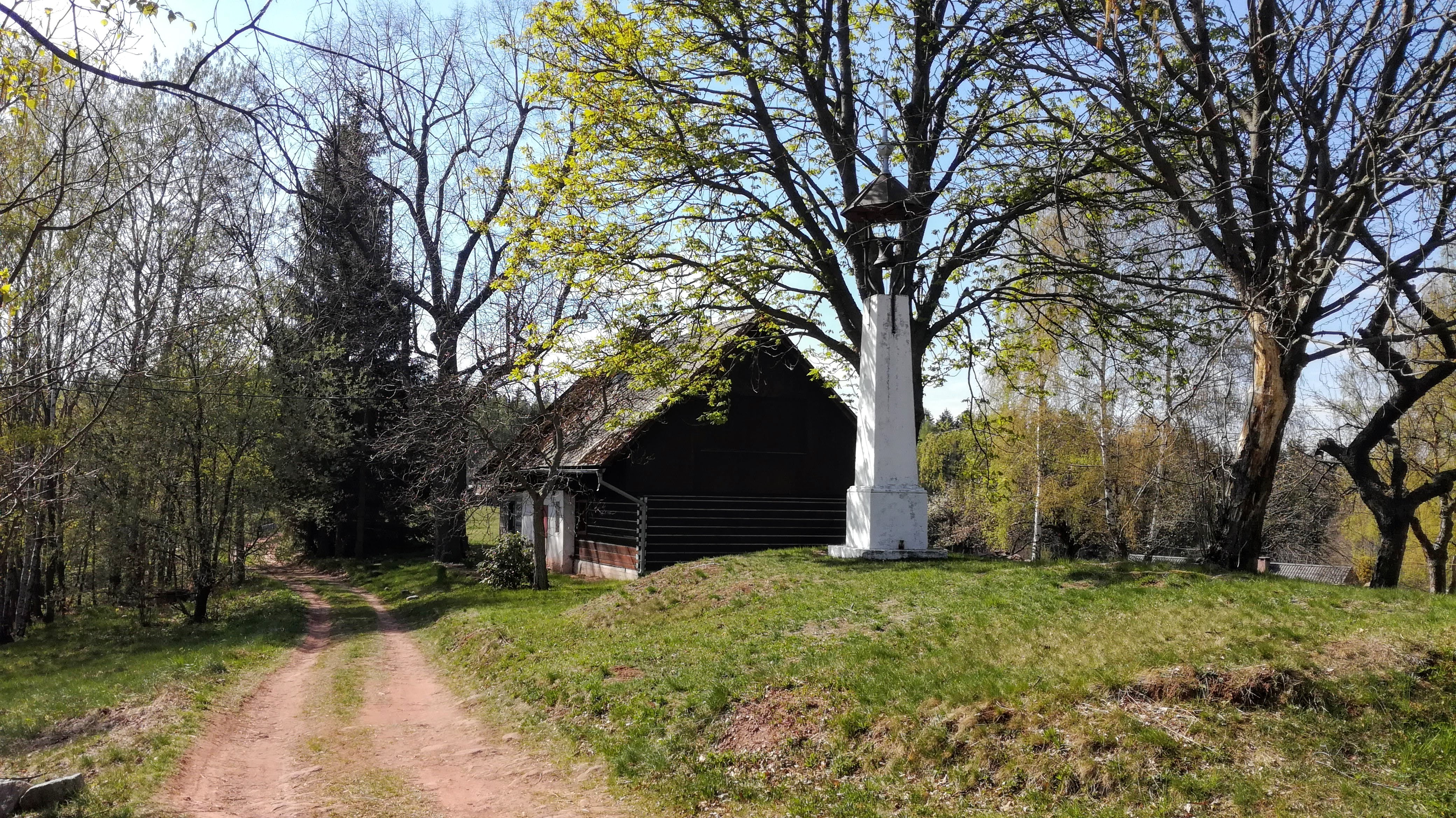
Zvonička v Závrších, na horizontě Borek 553 m n. m.
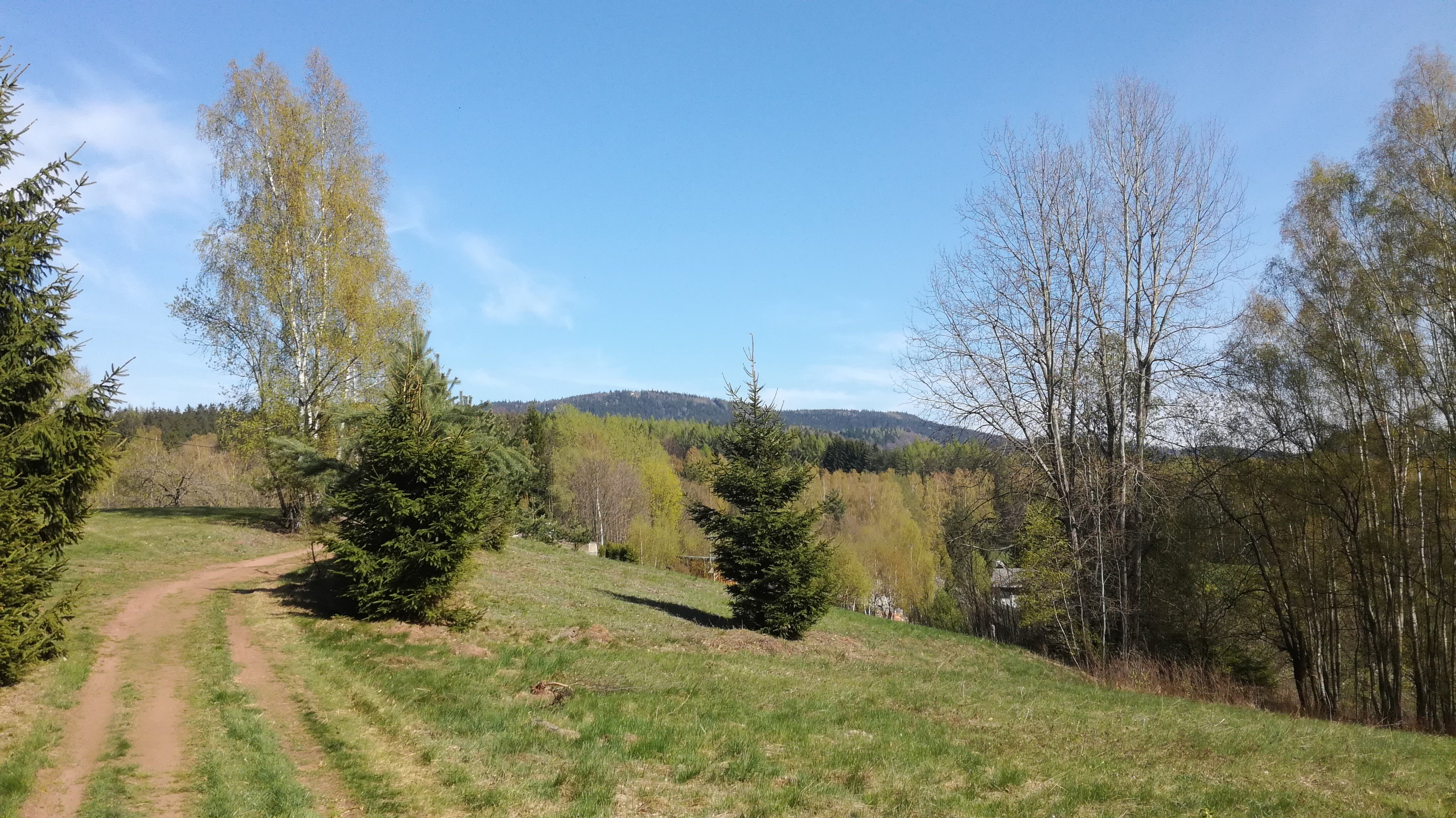
Závrchy - hřebenová cesta po Bukovinském hřbetu od Borku k Bukovině, úplně vzadu hora Bor
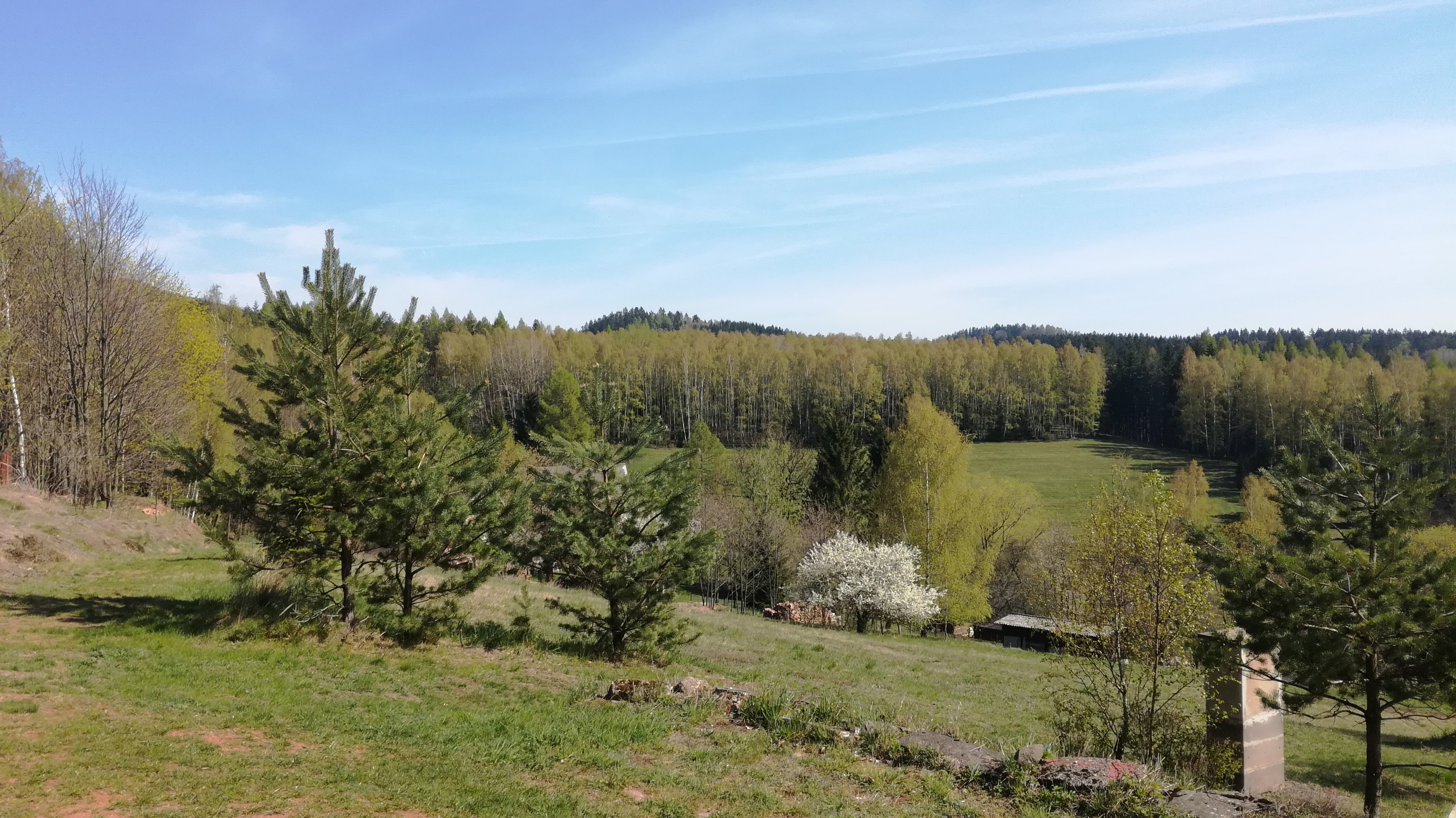
Pohled ze Závrch přes okraj Bukovinského hřbetu nad Strouženským potokem - úplně vzadu vyčnívají vrcholy Pstrążnica (vlevo) a Lisiak (vpravo) v Levínské vrchovině
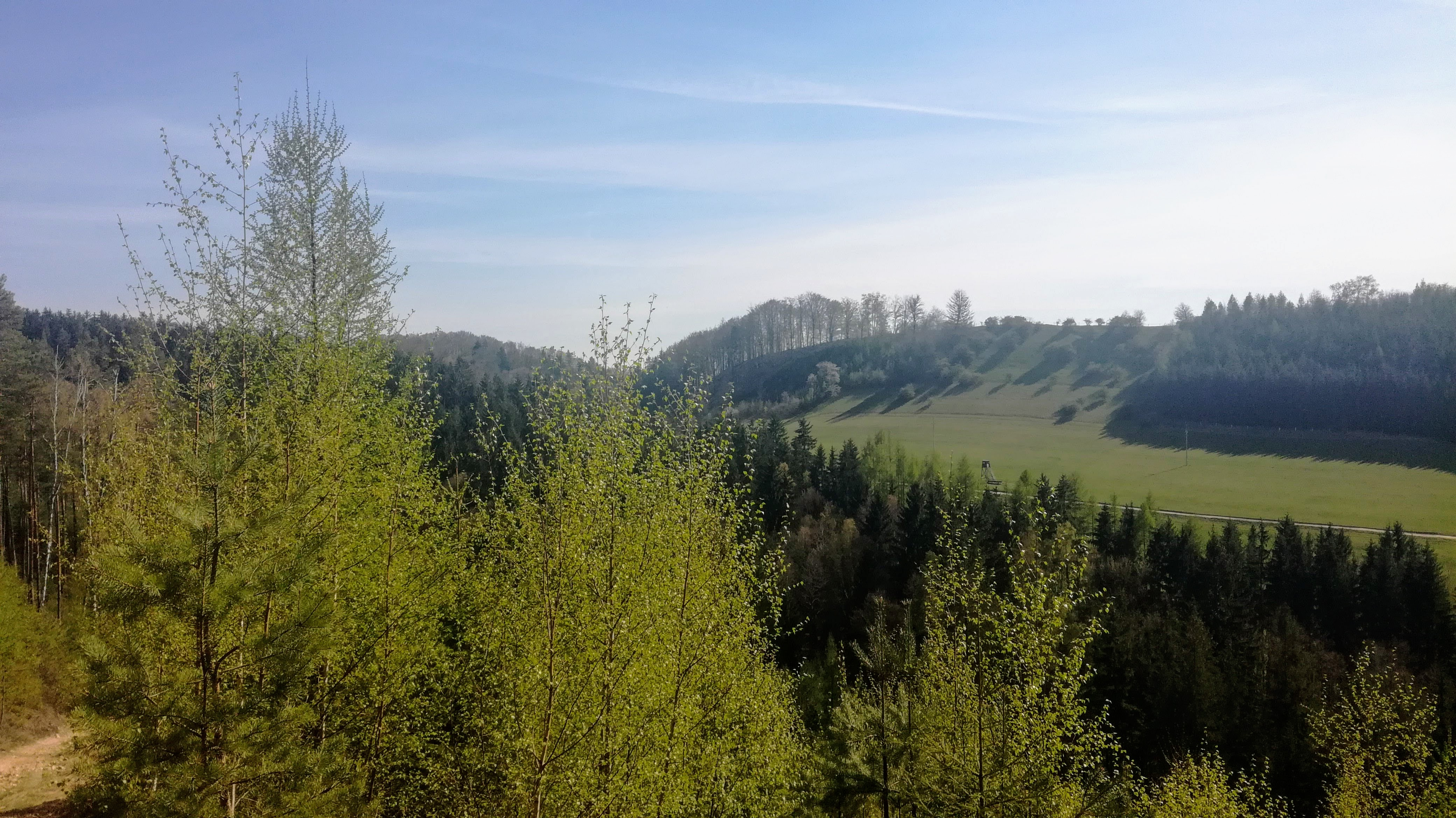
Rozhraní tří geomorfologických celků: popředí Borek v Jestřebích horách (Bukovinský hřbet), uprostřed Černý les (výběžek Levínské vrchoviny), v pozadí Bartoňova hora (vpravo) a Světlá hora vlevo, tvořící okraj Hronovské kotliny